# Expediția Donner

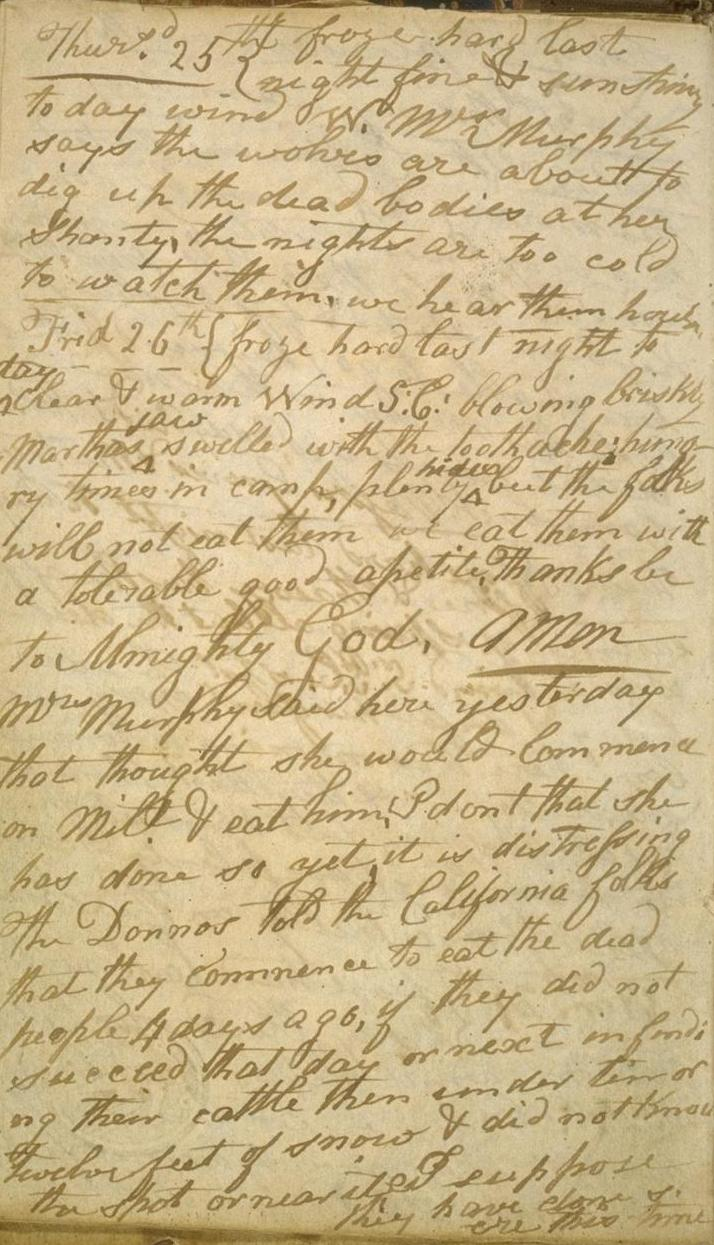
Pagina 28 din jurnalul lui Patrick Breen în care sunt înregistrate faptele petrecute la sfârșitul lunii februarie 1847, printre care: „Doamna Murphy a spus ieri că ar trebui să înceapă să-l mănânce pe Milt. Nu știu dacă a făcut-o deja, e alarmant.”

Expediția Donner (în engleză Donner Party, numită uneori și Expediția Donner-Reed) se referă la un grup de pionieri americani care, la sfârșitul secolului al XIX-lea, au plecat spre California cu o caravană de căruțe. Întârziați de o serie de conjuncturi nefavorabile și greșeli, au fost nevoiți să petreacă iarna 1846 și 1847 în zăpezile din Sierra Nevada. Unii dintre emigranți au recurs la canibalism pentru a supraviețui, hrănindu-se cu tovarășii lor morți de foame sau de boală. Pentru călătoria spre vest, în mod normal erau necesare între patru și șase luni, dar expediția Donner a ales să urmeze un traseu nou numit Hastings Cutoff (scurtătura lui Hastings), care traversa munții Wasatch și Deșertul Marelui Lac Sărat. Terenul accidentat și diversele dificultăți întâlnite în timpul călătoriei de-a lungul râului Humboldt, în actuala Nevada, au dus la pierderea mai multor animale și căruțe, ceea ce a provocat disensiuni în cadrul grupului.
La începutul lui noiembrie 1846, expediția a ajuns la Sierra Nevada, unde a fost blocată de o ninsoare abundentă pe munte, în vecinătatea lacului Truckee (astăzi lacul Donner). Proviziile de mâncare erau pe terminate și la jumătatea lunii decembrie un grup de persoane a decis să plece pe jos, pentru a căuta ajutor. De la Sacramento au plecat echipe de salvare, care au încercat să ajungă la emigranți, dar prima echipă de salvare a ajuns în februarie 1847, la patru luni după ce caravana rămăsese blocată. Doar 48 din cei 87 de membri au supraviețuit și au ajuns în California.
Istoricii au descris episodul drept una din cele mai mari tragedii din istoria Californiei și, în general, a colonizării vestului.

## Punct de plecare

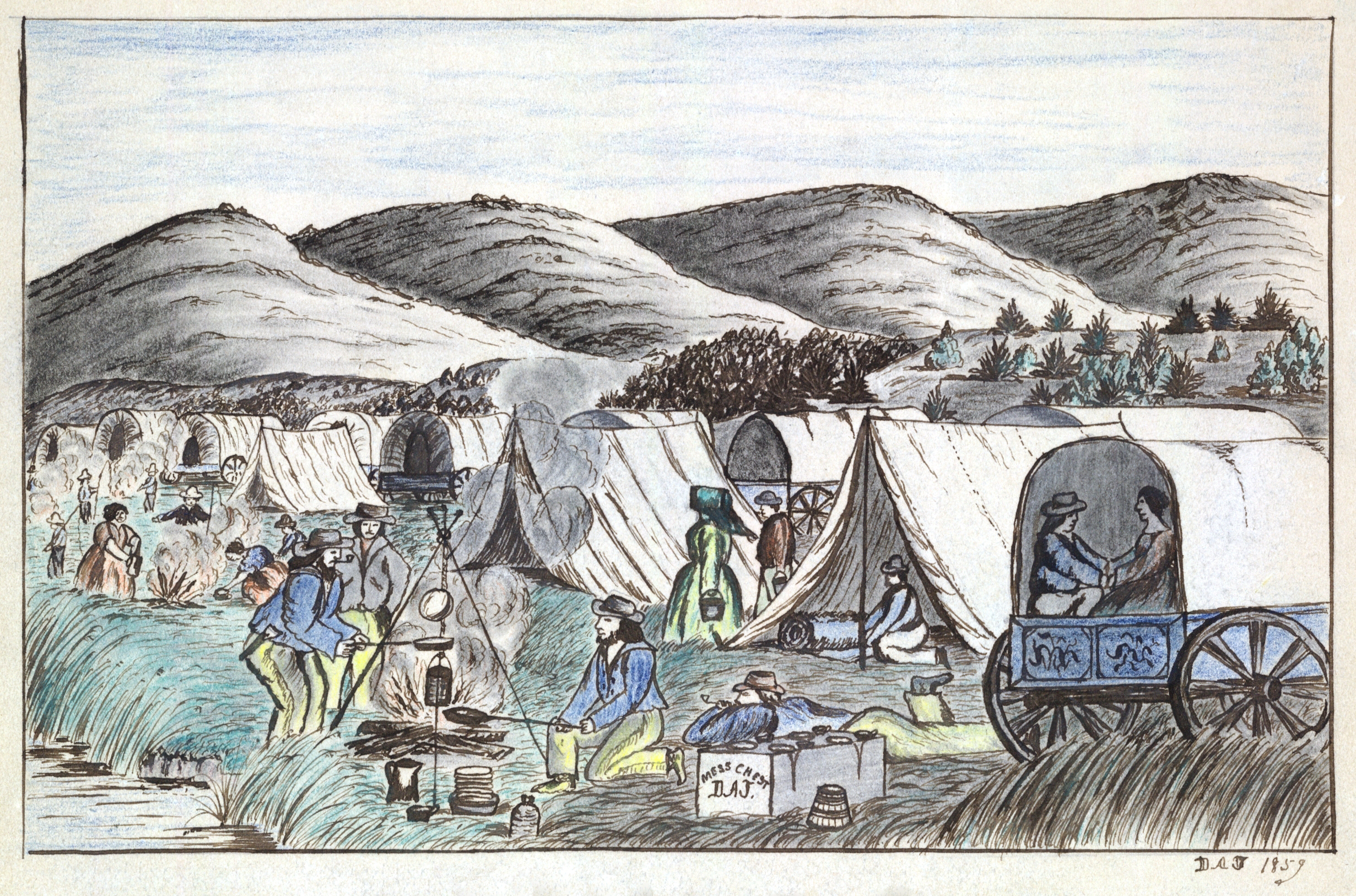
Tabără de emigranți cu corturi și căruțe acoperite în vecinătatea râului Humboldt în Nevada, 1859

În deceniul 1840-1850 Statele Unite au cunoscut o creștere remarcabilă a numărului de pionieri, persoane care hotărau să-și lase casele din est pentru a se stabili în Oregon și în California. Unii dintre ei, ca și Patrick Breen, vedeau California ca un loc în care ar fi fost liberi să trăiască într-un mediu cultural complet catolic, în timp ce alții erau împinși de crezul în Manifest Destiny, o filozofie care afirma că pământul dintre oceanele Atlantic și Pacific aparținea americanilor și că este de datoria lor să îl colonizeze. Cea mai mare parte dintre caravanele care urmau traseul Oregon Trail, ce pornea din Independence, Missouri, pentru a ajunge la cumpăna apelor⁠(en)[traduceți]. Mergând într-un ritm de aproximativ 24 de kilometri pe zi, călătoria dura între patru și șase luni. Traseul urma în general cursul râurilor până la South Pass, o trecătoare în Wyoming, relativ ușoară pentru căruțe. De acolo căruțele puteau alege diverse rute pentru a-și continua drumul.
Unul dintre primii emigranți, Lansford W. Hastings, a plecat în 1842 în California, pe care o considera un „pământ al făgăduinței” ce nu fusese colonizat încă. Pentru a atrage coloniști, el a publicat „Ghidul emigrantului spre Oregon și California”. În acest ghid, el a descris o cale directă de acces care trecea prin Marele Bazin și i-ar fi purtat pe emigranți prin munții Wasatch și prin Deșertul Marelui Lac Sărat. Dar Hastings nu parcursese în realitate traseul propus în ghid până în anul 1846, când a călătorit din California până la Fort Briger; fortul, care era o minusculă stație de aprovizionare condusă de Jim Bridger și de asociatul lui, Pierre Louis Vasquez, se găsea pe râul Black Forts, în Wyoming. Hastings s-a oprit la fort și a încercat să-i convingă pe emigranți să o ia spre sud și să urmeze ruta propusă de el. Până în 1846, Hastings era unul dintre cei doi oameni care au traversat în mod sigur partea sudică a Deșertului Marelui Lac Sărat, dar niciunul dintre ei nu a călătorit cu căruțe.
Partea cea mai dificilă a călătoriei o constituiau însă ultimii 160 km prin Sierra Nevada. Acea zonă de munte cuprindea 500 de vârfuri distincte la altitudini peste 3700 de metri, iar partea orientală a Sierrei Nevada era extrem de abruptă. Din cauza înălțimii și a vecinătății cu Oceanul Pacific, în această zonă cade cea mai mare cantitate de zăpadă din nordul Statelor Unite. Deci sincronizarea era fundamentală: după plecarea din Missouri pentru a traversa vastele câmpii sălbatice deschise până în California sau Oregon, trebuia să fie siguri că nu li se vor împotmoli căruțele în noroiul produs de ploile primăvăratice, sau din cauza abundentelor ninsori montane, care începeau în septembrie, și că boii și caii vor avea iarbă destulă pentru a se hrăni.

## Familiile și prima parte a călătoriei
În primăvara anului 1846, aproape 500 de care au plecat din Independence spre vest. În 12 mai, la coada caravanei se afla un grup de nouă căruțe, care transportau 32 de membri ai familiilor Reed și Donner și angajații lor. George Donner era originar din Carolina de Nord, dar de-a lungul timpului s-a mutat în Kentucky, Indiana și Texas. În 1846, el era un țăran bătrân, la 62 de ani, ce trăia la Springfield, în Illinois. Donner a luat-o cu el pe soția sa Tamsen, de patruzeci și patru de ani, și pe cele cinci fiice cu vârste cuprinse între trei și treisprezece ani. Grupului i s-a alăturat fratele mai mare a lui George, Iacob Donner, împreună cu soția, doi tineri, fiii vitregi și cinci copii, cel mai mare de nouă ani. 

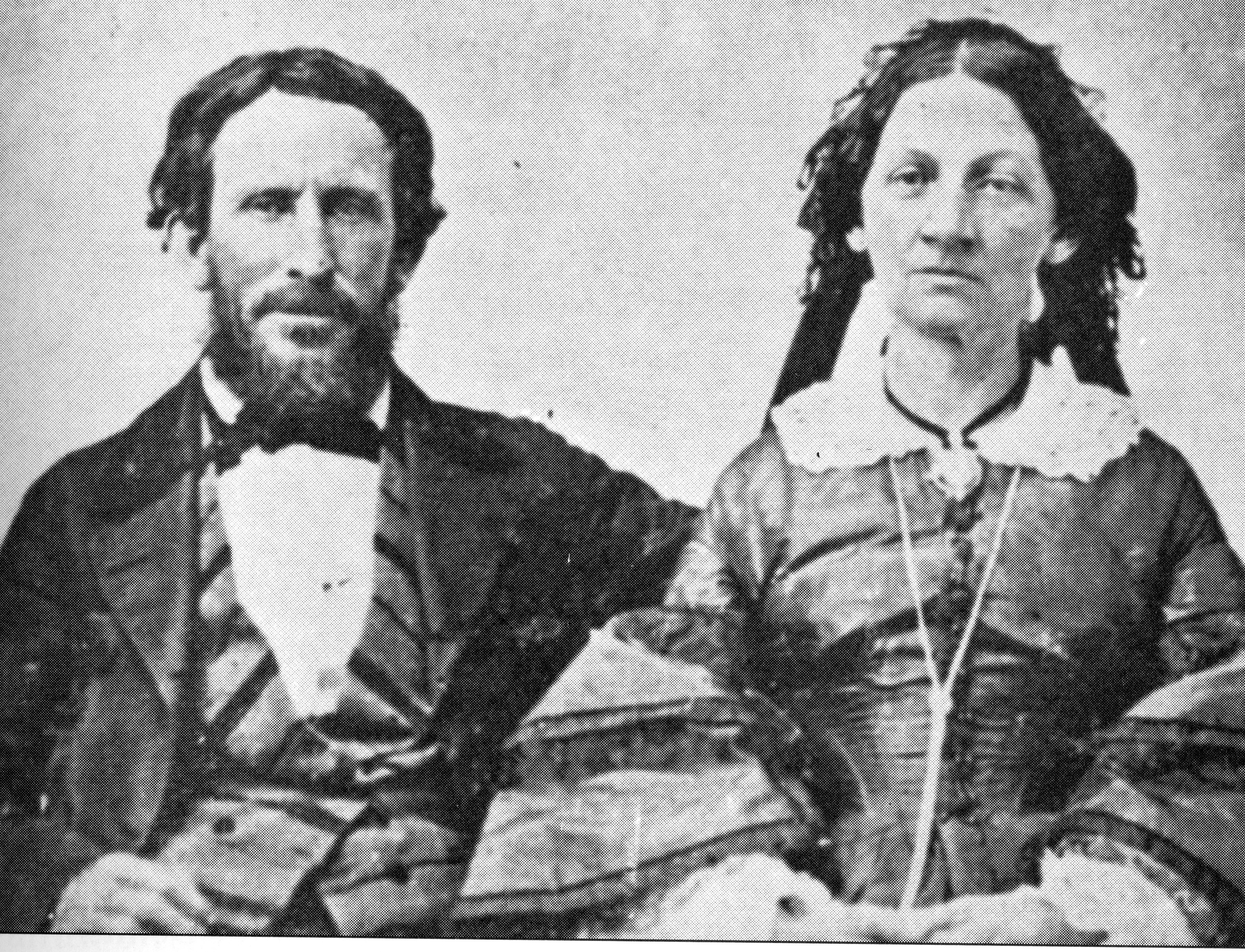
James și Margret Reed

James F. Reed era un emigrant irlandez înstărit care se stabilise în Illinois în 1831. Cu el călătoreau soția Margret, fiicele Patty și Virginia, fiii James și Thomas și soacra Sarah Keynes. Keynes suferea de tuberculoză într-un stadiu avansat și a murit la 28 mai. Reed spera că clima din vest îi va fi prielnică soției, care avea sănătatea șubredă. Reed comandase pentru familia sa un car mai mare, foarte utilat, pe care mai târziu Virginia l-a descris ca pe „un palat pe roți pentru pionieri”, asemănându-l cu un vagon de tren de lux. Echipat cu scaune cu arcuri și o sobă, avea nevoie de opt boi pentru a fi tras. Familia era acompaniată de o servitoare și de numeroși angajați, care se ocupau de bovine.
În prima săptămână după ce au părăsit Independence, familiilor Reed și Donner li s-a alăturat un grup de 50 de care, conduse de William H. Russell. Până în 16 iunie grupul a străbătut 450 de mile (724,2 km) și trebuia să parcurgă alte 200 de mile (321,27 km) înainte de a ajunge la Fort Laramie, în Wyoming. Erau în întârziere din cauza ploilor și a unui râu ale cărui ape crescuseră din cauza ploilor, dar Tamsen Donner îi scria unei prietene din Springfield: „În realitate, chiar dacă nu am trecut printr-o experiență mai rea decât aceasta, problema cea mai mare a fost să ne hotărâm să plecăm.”
De-a lungul drumului s-au alăturat caravanei alte familii. O văduvă, Levinah Murphy, care era capul unei familii compuse din treisprezece persoane, printre care cei cinci fii adolescenți și cele două fiice cu respectivele familii. Familia Eddy, condusă de un tânăr însoțit de soția și fiul său. Patrick Breen era împreună cu soția Peggy și cei șapte copii, toți băieți în afară de ultima născută (Isabelle, în vârstă de 11 luni). Familiei Breen i s-a alăturat vecinul Patrik Dolan, de 40 de ani, necăsătorit, și un negustor de vite, Antonio. Lewis Keseberg, un emigrant german s-a alăturat grupului împreună cu soția și fiica sa; un alt copil se va naște în timpul călătoriei. Doi bărbați, Spitzer și Reinhard, împreună cu un cuplu german, familia Wolfinger și lacheul lor, „Dutch Charlie” Burger s-au alăturat și ei expediției. Alături de ei călărea un bătrân emigrant belgian, Hardkoop. Luke Halloran, un tânăr belgian bolnav de tuberculoză, trecea de la o familie la alta, deoarece nimeni nu avea timp să se ocupe de el. Pentru a face publicitate noului traseu, Hastings a trimis câțiva călăreți cu scrisori pentru călători. În 12 iulie Reed și Donner au primit una dintre scrisori. Hastings îi avertiza că în California s-ar putea aștepta la ostilități din partea autorităților mexicane și îi sfătuia să se organizeze în grupuri mari. De asemenea, el susținea că a găsit un traseu nou, mai bun pentru a ajunge în California și că îi va aștepta la Fort Bridger, pentru a-i călăuzi pe noua scurtătură.

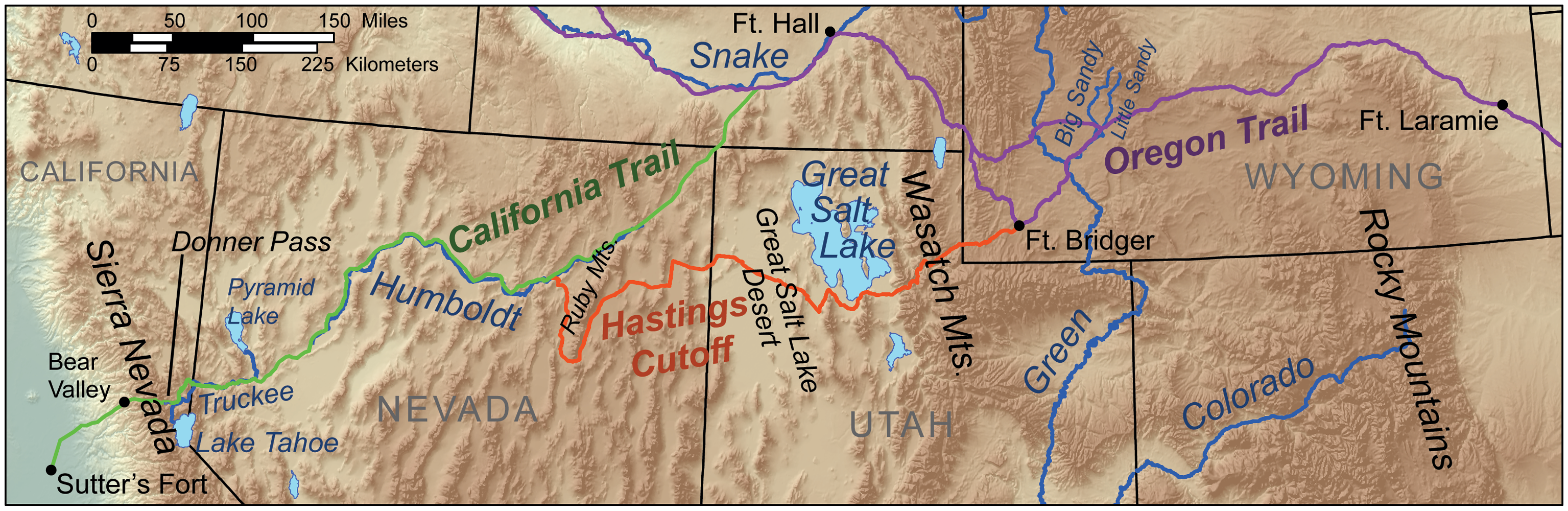
Harta cu traseul expediției Donner. Linia portocalie arată scurtătura Hastings care le-a prelungit călătoria cu 150 de mile (circa 240 km)

Ajunși la râul Little Sandy, cea mai mare parte a caravanei a hotărât să urmeze vechiul traseu, care trecea pe la Fort Hall. Un grup mai mic a ales să meargă la Fort Bridger și avea nevoie de un conducător. Majoritatea bărbaților grupului erau tineri emigranți europeni și nu erau considerați potriviți pentru acest rol. James Reed trăia de mulți ani în America, era mai bătrân și avea experiență din armată, dar din cauza atitudinii sale despotice, nu era simpatizat în cadrul grupului, care îl considera un aristocrat arogant și infatuat. Astfel a fost ales Donner, care era născut în America, era matur, avea experiență și avea un caracter liniștit și binevoitor. Un ziarist, Edwin Bryant, a ajuns la Black Fork cu o săptămână înaintea expediției Donner. Văzând prima parte a traseului, a realizat că era un drum dificil pentru carele grupului, mai ales cu atâția copii și atâtea femei. S-a întors la Black Fork și a lăsat scrisori pentru unii membri ai grupului, în care i-a îndemnat să nu urmeze scurtătura. Când expediția Donner a ajuns la Black Fork, în 27 iulie, Hastings era deja plecat, la conducerea grupului Harlan-Young. Jim Bridger, al cărui punct comercial ar fi avut un câștig substanțial dacă emigranții ar fi început să folosească scurtătura Hastings, le-a spus membrilor expediției că scurtătura era un drum plăcut, lipsit de dificultăți și de indieni ostili și că ar fi scurtat călătoria cu 350 de mile (563,27 km). Apa se găsea ușor pe parcurs, chiar dacă avea să fie nevoie de două zile pentru a traversa albia secată a lacului, lungă de 30–40 de mile. Reed a rămas foarte impresionat de aceste informații și a insistat să se urmeze scurtătura Hastings. Nimeni din cadrul grupului nu a primit scrisorile de avertizare a lui Bryant. În jurnalul său, Bryant susține că în mod cert Bridger a ascuns scrisorile, punct de vedere împărtășit mai târziu și de Reed.

## Traseul Hastings

### Munții Wasatch

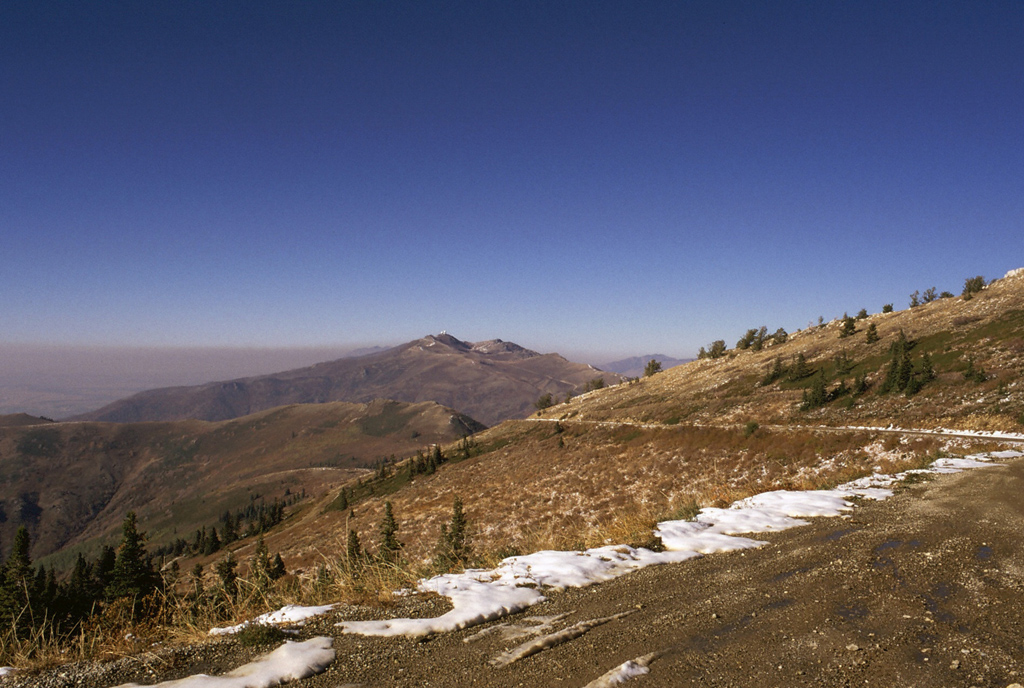
Munții Wasatch în Utah

Majoritatea membrilor expediției erau înstăriți după standardele din acea vreme. Chiar dacă puteau fi numiți pionieri, puțini dintre ei aveau aptitudinile și experiența necesare pentru a călători prin munți și zone aride și nu știau să comunice cu băștinașii locului. Tovarășul ei de călătorie J. Quinn Thornton observa că Tamsen Donner era „deprimată, tristă și descurajată” la gândul de a părăsi traseul principal și de a urma sfatul lui Hastings, pe care-l considera „un aventurier egoist”. În 31 iulie 1846, expediția a părăsit Black Fork după patru zile de odihnă dedicate reparațiilor carelor, unsprezece zile după plecarea grupului Harlan-Young. Donner a angajat un nou vizitiu și grupului i s-a alăturat familia McCutchen, un cuplu tânăr cu un copil și un tânăr de șaisprezece ani din New Mexico, pe nume Jean Baptiste Trudeau, care susținea că cunoaște bine amerindienii și teritoriul de pe drumul spre California.  Expediția a luat-o spre sud, pentru a urma scurtătura Hastings. După puține zile au realizat că drumul era mult mai dificil decât le fusese descris, iar vizitiii au fost nevoiți să blocheze cu pietre roțile carelor pentru a împiedica alunecarea lor pe pantele abrupte. Pe Oregon Trail, trecerea emigranților de-a lungul anilor a creat un drum ușor și vizibil, în timp ce pe scurtătură drumul era dificil de găsit. Hastings lăsa scrisori atârnate în copaci și semne pentru a le indica drumul. În 6 august au găsit o scrisoare de la Hastings, în care îi sfătuia să se oprească până la întoarcerea lui, pentru a le arăta un traseu alternativ față de cel făcut de grupul Harlan-Young. Reed, Charles Stanton și William Pike au plecat călare pentru a-l ajunge pe Hastings. Au întâlnit în calea lor canioane extrem de dificile, unde era necesar să se înlăture bolovani pentru a putea trece, un traseu care în mod sigur ar fi distrus carele. Chiar dacă în scrisoare se oferise să-i îndrume în zonele mai dificile, Hastings s-a întors călare doar pentru a le indica direcția de urmat. Stanton și Pike s-au oprit pentru a se odihni, iar Reed s-a întors la grup la patru zile după ce grupul plecase. Fără călăuza promisă, expediția trebuia să hotărască dacă să se întoarcă pe traseul tradițional, să urmeze traseul făcut de grupul Harlan-Young, s-au să-și croiască propriul traseu în direcția indicată de Hastings. La îndemnul lui Reed, au ales să urmeze traseul lui Hastings. Înaintau acum cu o milă și jumătate pe zi și toți bărbații apți de muncă erau obligați să taie copaci și să mute bolovani, pentru a putea trece cu căruțele.
În timp ce își croiau drumul prin munții Wasatch, membrii expediției Donner au fost ajunși din urmă de familia Graves care plecase în căutarea lor. Familia Graves era formată dintr-un cuplu de 57, respectiv 47 de ani, cei nouă copii ai lor cu vârste de la 1 la 20 de ani, ginerele lor și un căruțaș pe nume John Snyder, toți călătorind împreună în trei căruțe. După sosirea lor, expediția Donner cuprindea 87 de persoane și 60–80 căruțe. Familia Graves a făcut parte din ultimul grup care a plecat din Missouri, ceea ce confirmă faptul că expediția Donner a fost una din ultimele expediții ce au plecat spre vest în acel an.
Când au ajuns într-un punct în munți de unde se putea vedea Marele Lac Sărat, era deja 20 august. Au fost necesare aproape două săptămâni pentru a trece de munții Wasatch. Oamenii au început să se certe și au apărut îndoieli fățișe față de cât de înțelepți au fost cei care au ales acea cale, în special în privința lui James Reed. Proviziile familiilor mai puțin înstărite erau pe terminate. Stanton și Pike, care părăsiseră grupul împreună cu Reed, s-au rătăcit pe drumul de întoarcere și când expediția Donner i-a găsit, erau pe punctul de a se hrăni cu propriii cai.

### Deșertul Marelui Lac Sărat

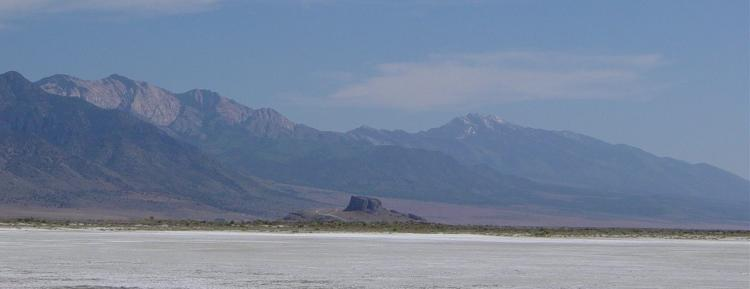
Deșertul Marelui Lac Sărat

Luke Halloran a murit de tuberculoză în 25 august. După câteva zile, grupul a găsit o scrisoare zdrențuită de la Hastings. Recompunând bucățile scrisorii, ei au citit că îi aștepta o călătorie dificilă de două zile și două nopți, fără posibilitatea de a găsi apă și iarbă. S-au oprit deci să se odihnească și să se pregătească de drum. După 36 de ore, au pornit să traverseze un munte de 300 de metri ce se găsea în calea lor, și din vârful lui au văzut o câmpie aridă și uscată, acoperită cu sare albă, mai mare decât cea pe care tocmai o traversaseră; Rarick spunea că era unul din cele mai neospitaliere locuri de pe pământ. Boii erau obosiți, iar rezervele de apă erau pe terminate. În 30 august, în lipsă de alte alternative, au pornit la drum. Sub căldura zilei, umiditatea care se găsea sub crusta de sare transforma solul într-o masă cleioasă; roțile carelor se scufundau uneori până la butuci. Ziua era foarte cald, iar noaptea foarte frig; diverși membri ai grupului au avut miraje, halucinații cu caravane și lacuri care îi făceau să creadă că l-au ajuns pe Hastings. După trei zile, apa s-a terminat și unii membri au dezlegat boii de la căruțe și au plecat să caute apă. Unele animale erau așa de istovite, încât au fost abandonate în jugul căruțelor. Nouă din cei zece boi ai lui Reed, înnebuniți de sete, au fugit în deșert; au dispărut și multe alte animale. Greutățile călătoriei au provocat daune ireparabile multor vehicule, dar până în acel moment nu murise nimeni din cauza lor. În loc de un drum de două zile, cu o lungime de 40 de mile, traseul prin Marele Deșert Sărat a avut 80 de mile și au fost necesare șase zile pentru a-l străbate. Când s-au oprit să se recupereze la izvoarele din partea cealaltă a deșertului, nicio persoană din grup nu mai avea încredere în „scurtătura lui Hastings” Au stat câteva zile să recupereze din animalele pierdute în deșert și carele abandonate, dar și pentru a transfera bagaje și provizii din unele care în altele. Deși familia lui suferise cele mai grele pierderi, Reed a luat din nou inițiativa și a cerut membrilor grupului să-i dea un inventar al tuturor lucrurilor și proviziilor de care dispuneau; el a propus ca doi oameni să meargă la Sutter's Fort, pentru că auzise că John Sutter era foarte generos cu pionierii și i-ar fi putut ajuta furnizându-le alte provizii. Charles Stanton și William McCutchen s-au oferit voluntari. Căruțele utilizabile au fost trase de boi, vaci și catâri. Era jumătatea lunii septembrie, iar cei doi oameni plecați în căutarea animalelor fugite i-au informat că trebuiau să traverseze o altă fâșie de deșert, lungă de 40 de mile (64,37 km).

### Alungarea lui Reed

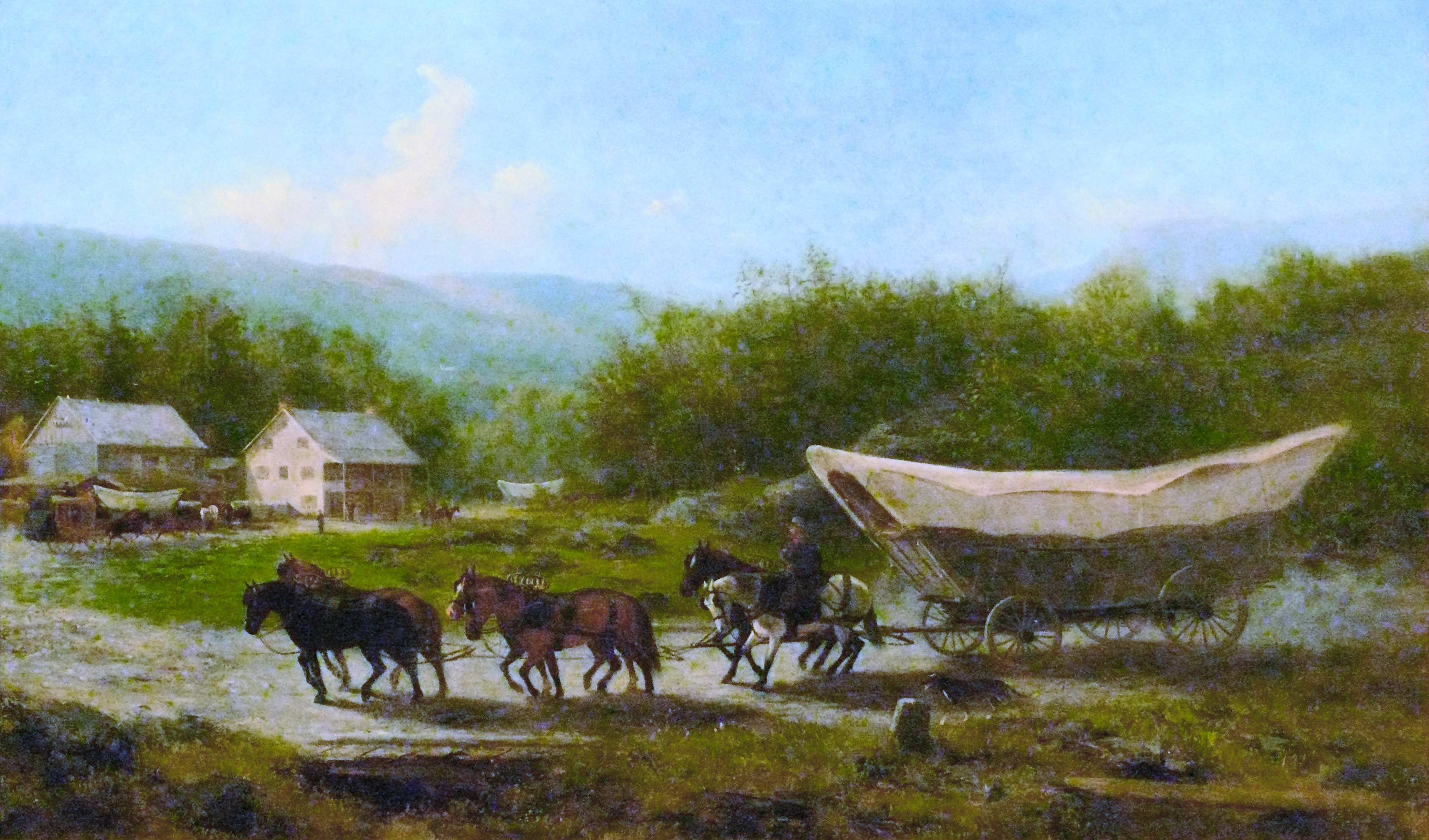
Căruță-vagon folosită de emigranți

Chiar dacă boii erau obosiți, expediția Donner a traversat cu ușurință cele 40 de mile de deșert rămase. Cu toată ura ce o simțeau pentru Hastings, nu aveau altă alternativă decât acea de a merge pe urmele sale, ce erau deja vechi de câteva săptămâni. La 26 septembrie, la două luni după ce o luaseră pe scurtătură, grupul a ajuns pe o porțiune din traseul tradițional, ce urma cursul râului Humboldt. Scurtătura îi întârziase cu o lună. De-a lungul râului s-au întâlnit cu indieni Paiute, care s-au alăturat grupului pentru două zile, dar care până la urmă le-au furat diverși boi și cai. Era deja luna octombrie, iar membrii familiilor conduse de Donner, s-au îndepărtat de restul grupului pentru a câștiga timp. Două din căruțele rămase s-au încurcat între ele și John Snyder, furios, a lovit cu biciul un bou al căruțașului lui Reed, Milt Eliot. Când Reed a intervenit, Snyder a ridicat biciul la el; Reed a răspuns lovindu-l mortal cu un cuțit.
În acea seară, martorii celor întâmplate s-au reunit pentru a hotărî ce era de făcut; legile Statelor Unite nu se puteau aplica, deoarece se aflau dincolo de cumpăna apelor (care se găsea atunci pe teritoriul mexican), iar în cadrul caravanelor de multe ori se practica justiție sumară. George Donner, conducătorul expediției se afla la o zi de drum distanță de grupul principal. Snyder fusese văzut lovindu-l pe Reed, iar unii susțineau că o lovise și pe soția lui Reed, Margret. Dar Snyder era o persoană plăcută de membrii grupului, în timp ce Reed nu era plăcut de nimeni. Keseberg a propus ca Reed să fie spânzurat, dar până la urmă s-a ajuns la un compromis: Reed putea să părăsească tabăra singur; de familia sa urma să se ocupe restul grupului. Reed a plecat în dimineața următoare dezarmat, dar un membru al grupului, din compasiune, a reușit să se îndepărteze și să-i ducă în secret o pușcă și niște alimente.

### Dezintegrarea grupului

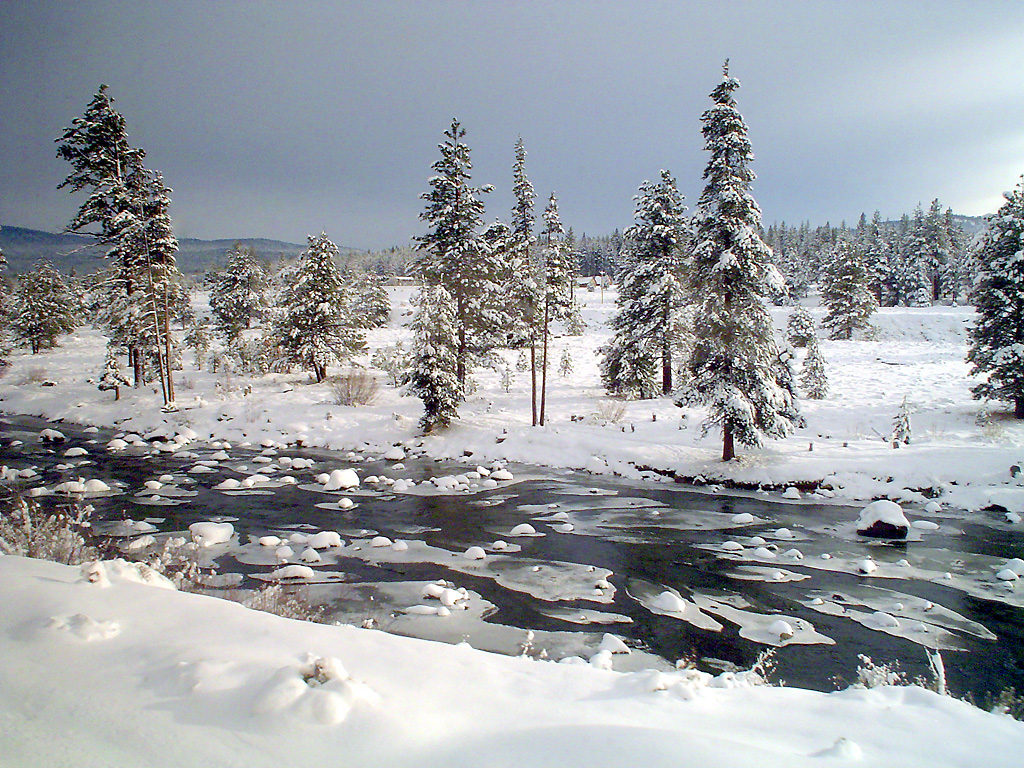
Râul Truckee în timpul iernii

Grelele încercări la care au fost supuși membrii expediției Donner pentru o perioadă atât de lungă de timp, a dus la fragmentarea lor într-o serie de grupuri distincte în care fiecare se gândea la el însuși și nu avea încredere în ceilalți. Iarba era tot mai rară, iar animalele erau tot mai slăbite: pentru a ușura căruțele, au fost nevoiți să coboare și să meargă pe jos. Keseberg l-a aruncat jos din căruță pe Hardkoop, spunându-i că ori merge pe jos, ori moare; câteva zile mai târziu, Hardkoop s-a oprit și s-a așezat pe marginea unui pârâu, cu picioarele atât de umflate încât pielea părea să crape și nimeni nu l-a mai văzut de atunci. William Eddy i-a implorat pe ceilalți să meargă să-l caute, dar a fost refuzat de toți: spuneau că nu vor risipi timp și energie pentru a căuta un bătrân de aproape șaptezeci de ani.
Între timp, Reed a ajuns la grupul condus de Donner și a continuat să meargă alături de un căruțaș, Walter Herron; cei doi, chiar dacă împărțeau același cal, reușeau să parcurgă 25–40 de mile (40–64 km) pe zi. Și restul expediției i-a ajuns pe cei din grupul Donner, dar vicisitudinile au continuat: indienii au furat toți caii familiei Graves, iar aceștia au fost nevoiți să abandoneze un car. Deoarece iarba era rară, animalele se îndepărtau tot mai mult pentru a se hrăni, ceea ce a permis indienilor Paiute să le fure într-o seară 18 animale, iar câteva zile mai târziu alte 21. Până în acest moment, expediția pierduse 100 de animale, iar alimentele se împuținau; îi aștepta o altă porțiune de deșert. Boii familiei Eddy au fost uciși de amerindieni și au fost nevoiți să-și abandoneze carul. Familia Eddy terminase toate proviziile, iar ceilalți membri ai expediției au refuzat să-i ajute măcar pe copii; au fost constrânși să meargă pe jos cu copiii însetați în brațe. Margret Reed cu copiii săi au rămas și ei fără căruță. Deșertul s-a terminat însă curând și au ajuns la o zonă frumoasă cu vegetație luxuriantă. Timpul pentru odihnă era scurt și s-au grăbit să traverseze munții înainte de căderea zăpezii. Stanton, unul dintre cei doi membri plecați după ajutoare în California, s-a întors cu catâri, provizii și doi indieni Consumne, Luis și Salvador. Le-a adus și vestea că Reed și Herron, înfometați și istoviți reușiseră să ajungă la Sutter's Fort, în California. În acel punct al călătoriei Rarick spune că: „după ce aproape au murit de foame, membrii expediției Donner au crezut că ce a fost mai rău trecuse. Suportaseră mai mult decât majoritatea emigranților.”

### Înzăpeziți

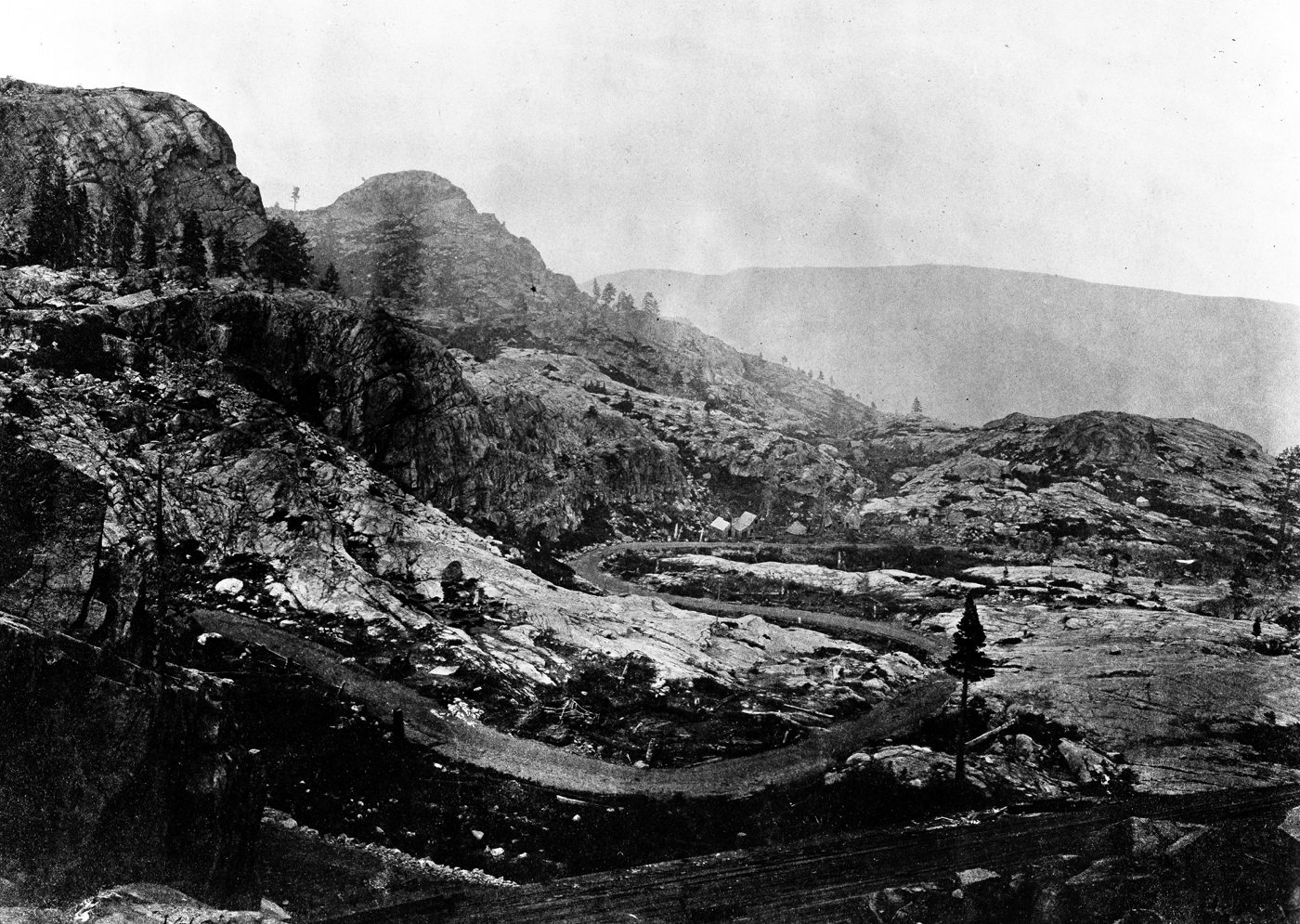
Pasul Frémont, 2160 metri, a fost blocat de zăpadă în primele zile ale lunii noiembrie din 1846. Astăzi se numește Donner Pass. Fotografie din 1870

Confruntându-se cu o ultimă încercare, printr-o zonă descrisă ca fiind mai dificilă decât Munții Wasatch, grupul trebuia să hotărască dacă să meargă înainte sau să se oprească pentru a-și odihni animalele rămase. În acele zile, William Pike a fost ucis accidental de William Foster, în timp ce acesta din urmă își încărca arma. Acest fapt a decis probabil pentru ei: familie după familie și-au reluat călătoria. Breen, apoi Keseberg, Stanton și Reed, Graves și Murphy. Familia Donner a mai rămas puțin și a plecat ultima. După câteva mile de teren accidentat, s-a rupt axul unei roate la unul din carele lui Donner. Jacob și George Donner au mers în pădure pentru a construi un înlocuitor. George Donner s-a tăiat la o mână în timp ce lucra lemnul, dar părea o tăietură superficială.
A început să ningă. Breen au reușit să treacă de panta abruptă de 300 de metri, au ajuns la lacul Truckee și au ridicat tabăra în vecinătatea unei barăci construite cu doi ani mai înainte de un alt grup de pionieri. Eddy și Kesenberg au ajuns și ei la lac și au încercat să treacă pasul, dar au găsit nămeți de zăpadă înalți de 1,5–3 metri și nu au reușit să găsească drumul. S-au întors la lac, unde au campat toate familiile în afară de familia Donner, care a rămas cu 8 km mai în vale. În următoarele zile au încercat să treacă de mai multe ori, dar nu au reușit.

## Campamentul de iarnă

### Reed încearcă să aducă ajutoare

Harta cu lacul Truckee și torentul Alder unde erau taberele emigranților

Reed reușise să ajungă cu bine la Sutter's Fort, dar cu fiecare zi ce trecea, se preocupa tot mai mult pentru soarta familiei și a prietenilor săi. L-a rugat pe colonelul John C. Frémont să adune o echipă de oameni pentru a trece pasul și a ajuta expediția Donner; în schimb a promis colonelului că se va înrola și va pleca să lupte în războiul mexicano-american. Cu Reed au plecat McCutchen, care nu se întorsese cu Stanton, și câțiva membri ai expediției Harlan-Young; caravana lor a sosit la Sutter's Fort în 8 octombrie și a fost ultima care a traversat Sierra Nevada în acea perioadă. Expediția, compusă din 30 de cai și o duzină de oameni, purta provizii și se gândea că vor găsi expediția Donner pe latura vestică a munților, la Bear Valley. Când au ajuns acolo, au găsit doar doi emigranți, care se separaseră de restul grupului și erau aproape morți de foame. Două călăuze i-au abandonat pe Reed și McCutchen și le-au furat câțiva cai, dar expediția a continuat drumul parcurgând ultima milă pe jos. Este posibil ca în aceași zi în care grupul Breen încerca să treacă pasul, Reed și McCutchen îi căutau pe partea cealaltă a trecătorii, la doar 12 mile (19,31 km), blocați la rândul lor de zăpadă. Descurajați, cei doi au decis să se întoarcă la Sutter's Fort.
Între timp, lângă lacul Truckee, cei 60 de membri și tovarăși ai familiilor Breen, Graves, Reed, Murphy, Eddy și Keseberg, se pregăteau pentru iarnă. Pentru a locui, au folosit cele trei barăci din trunchiuri de pin cu podeaua din pământ bătătorit, acoperișuri plate prost construite, din care curgea apă când ploua. Familia Breen a ocupat o baracă, familiile Eddy și Murphy pe a doua, iar familiile Reed și Graves pe a treia. Keseberg a construit o baracă lângă cea a familiei Breen. Pentru a repara acoperișurile au folosit cârpe și piei de bou. Barăcile nu aveau ferestre sau uși, ci doar o gaură mare pentru a intra. Din cele 60 de persoane de lângă lacul Truckee, nouăsprezece erau bărbați care aveau peste optsprezece ani, doisprezece erau femei, iar douăzeci și nouă erau copii, dintre care șase foarte mici. Mai la vale, în apropierea torentului Alder, familiile rămase cu familia Donner au construit în grabă corturi în care puteau locui douăzeci și una de persoane, printre care doamna Wolfinger, fiul său și căruțașii lui Donner: în total șase bărbați, trei femei și doisprezece copii.  Când au ridicat tabăra, proviziile aduse de Stanton erau pe sfârșite. Boii au început să moară, iar carcasele lor au fost înghețate și stivuite. Deși lacul nu era înghețat, bărbații au învățat să prindă păstrăvi. Eddy, cel mai priceput la vânătoare, a reușit să ucidă un urs, dar după aceea nu a mai avut noroc. Familiile Reed și Eddy nu mai aveau nimic, iar Margret Reed a promis să plătească dublu la sosirea în California, familiilor Breen și Graves, pentru carcasele a trei boi. Graves l-a făcut pe Eddy să plătească 25 de dolari (în mod normal prețul pentru doi boi sănătoși), pentru carcasa unui bou mort de foame.

### O încercare disperată
Disperarea creștea în tabără și unii membri s-au gândit că acolo unde căruțele nu au reușit să treacă, un grup de persoane pe jos ar avea mai multe șanse. Au făcut mai multe tentative în grupuri mici, dar de fiecare dată s-au întors învinși. Asupra lor s-a abătut o altă furtună de zăpadă; a nins aproape o săptămână, iar zăpada a acoperit trupurile cailor și ale boilor, singura lor sursă de hrană. A murit Spitzer și apoi Baylis William, unul din căruțașii familiei Reed. Franklin Graves a făcut 14 perechi de rachete de zăpadă din jugurile animalelor. Cu acestea un grup de 17 persoane, bărbați, femei și copii, au plecat pe jos pentru a încerca să treacă pasul; au luat cu ei bagaje lejere, rații pentru șase zile, câte o pătură, o pușcă, un topor și câteva pistoale. Sperau să ajungă la Bear Valley. Doi dintre cei plecați fără rachete, Charles Burger și William Murphy, s-au întors aproape imediat la campament; ceilalți membri au confecționat o pereche de rachete de zăpadă pentru Lemuel Murphy, în prima seară.

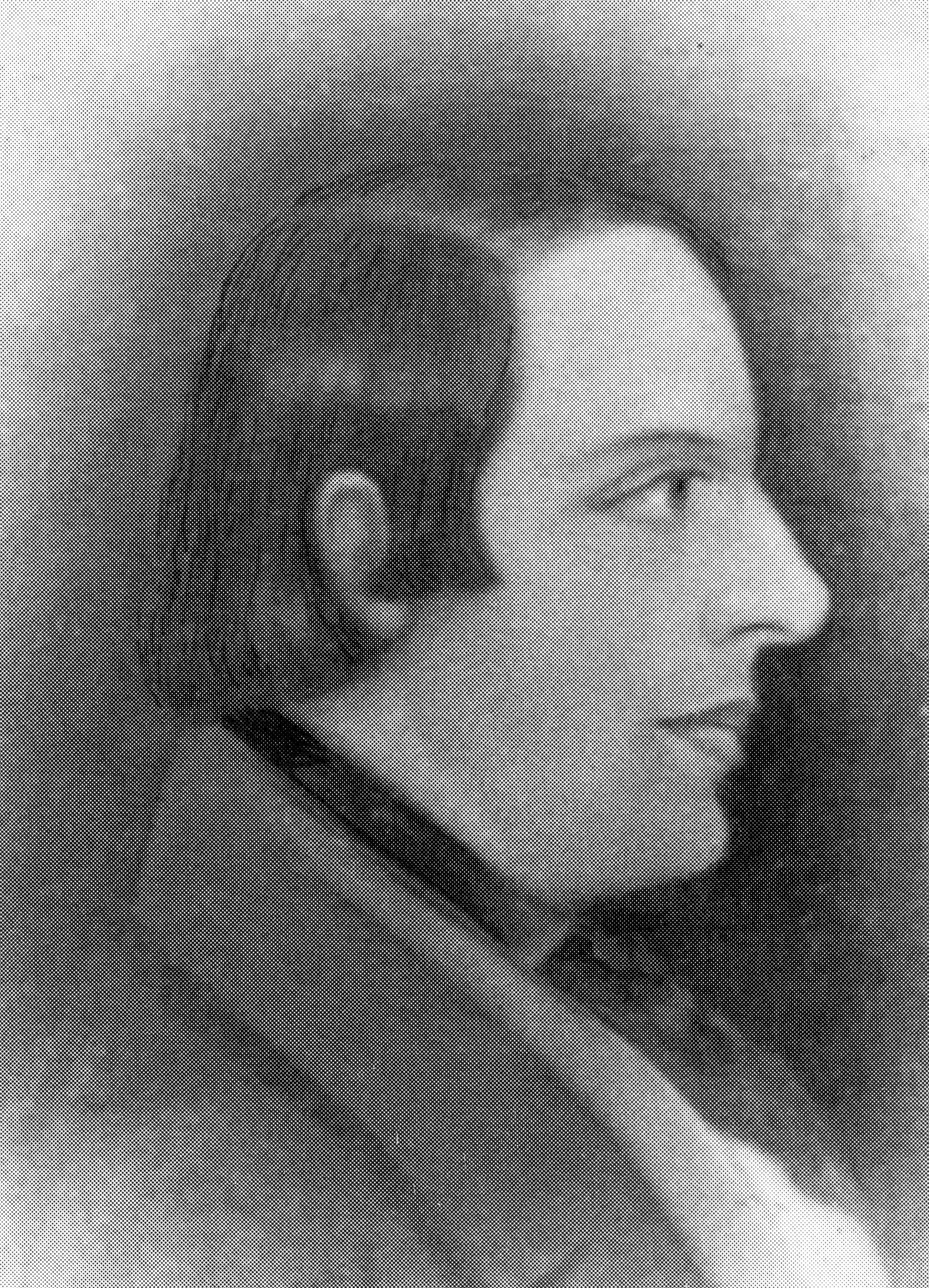
Charles Stanton

Rachetele de zăpadă erau incomode, însă eficace; dar grupul nu avea hrană adecvată și nu era echipat pentru campamentul în zăpada înaltă de 12 picioare (3,66 metri), iar după trei zile cei mai mulți erau orbiți din cauza zăpezii. Când au plecat în dimineața de 21 decembrie, Stanton, care se clătina pe picioare de câteva zile, a rămas în urmă spunând că îi va urma curând; rămășițele sale au fost găsite anul următor.
Grupul se rătăcise și era confuz; după alte două zile fără hrană, Patrick Dolan a propus ca unul dintre ei să se sacrifice voluntar pentru a-i hrăni pe ceilalți. Cineva a propus un duel, altcineva a propus o tragere la sorți. Eddy a propus să continue să meargă până ce unul dintre ei va cădea; dar viscolul i-a forțat să se oprească. Antonio, negustorul de vite, a murit primul; i-a urmat Franklin Graves.
În timpul viscolului, Patrick Dolan a început să delireze, și-a sfâșiat hainele și a fugit în pădure; s-a întors, dar a murit după câteva ore. După un timp, poate pentru că Lemuel Murphy era pe moarte, câțiva membri ai grupului au început să se hrănească cu carne umană, luând-o din corpul lui Dolan. Sora lui Lemuel a încercat să-i dea puțină fratelui său, dar acesta a murit puțin mai târziu. Eddy, Salvador și Luis au refuzat să mănânce. A doua zi dimineața, membri grupului au prelevat organele și mușchii din trupurile lui Dolan, Antonio, Graves și Murphy pentru a le usca și folosi drept provizii pentru zilele următoare, având grijă ca niciunul să nu se hrănească din trupul unei rude. 

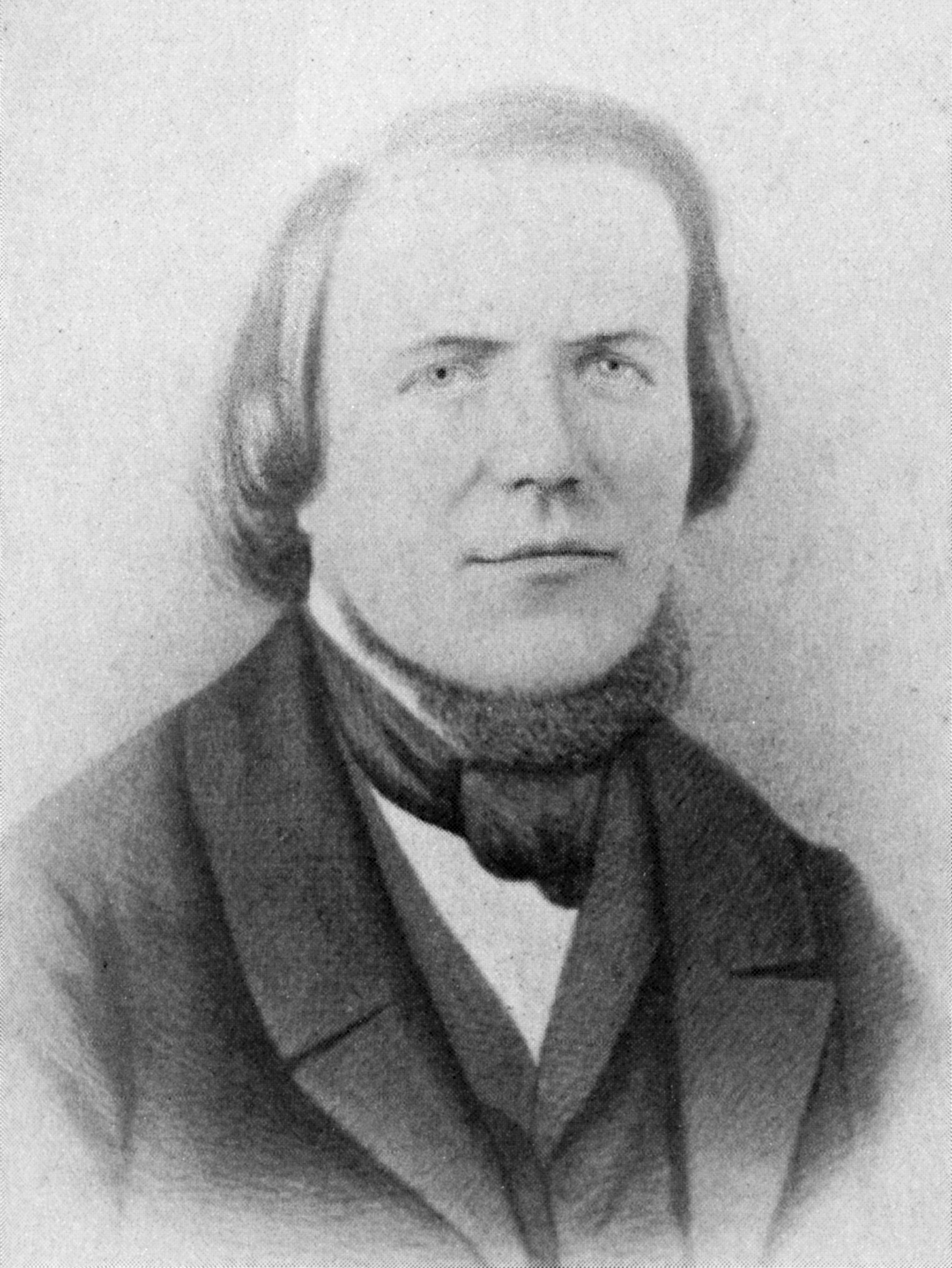
William Eddy

După ce s-au odihnit trei zile, pionierii au pornit din nou la drum încercând să găsească un traseu. Eddy până la urmă a cedat și a mâncat și el carne umană, care curând s-a terminat. Au desfăcut rachetele de zăpadă pentru a mânca șnururile din piele de bou și au discutat despre uciderea lui Salvador și Luis pentru a se hrăni. Eddy i-a avertizat, iar aceștia au fugit în timpul nopții. În acea noapte a murit Joay Fosdick; din grup au rămas șapte membri. Eddy și Mary Graves s-au îndepărtat să vâneze, dar când s-au întors cu un cerb, au văzut trupul lui Fosdick tranșat deja pentru a se hrăni. După mai multe zile (25 de când părăsiseră lacul Truckee) s-au întâlnit din nou cu Salvador și Luis, care nu mâncaseră de nouă zile și erau pe moarte; William Foster, convins că cei doi erau unica lor sursă de hrană pentru a supraviețui, i-a împușcat. Scriitorul Joseph A. King nu crede că amerindienii erau pe moarte când i-a ucis Foster, deoarece „după căpitanul Sutter, care auzise povestea de la alți supraviețuitori, cei doi băieți culegeau ghinde când au fost uciși.”
În ziua de 12 ianuarie, grupul a ajuns la o tabără de indieni Miwok: aveau un aspect așa de oribil încât inițial indienii au fugit speriați. Indienii Miwok le-au dat să mănânce ceea ce aveau: ghinde, ierburi, semințe de pin. Câteva zile mai târziu, Eddy cu un indian au mers până au ajuns la o fermă, care făcea parte dintr-o comunitate mică din Sacramento Valley. O echipă de salvare organizată în grabă i-a găsit și pe ceilalți supraviețuitori în 17 ianuarie. Călătoria lor durase 33 de zile.

### Campamentul de lângă lacul Truckee
În noiembrie, cu câteva zile înainte de plecarea grupului cu rachetele de zăpadă, Patrick Breen a început să scrie un jurnal. La început se preocupa de vreme, nota câtă zăpadă a căzut, furtunile de zăpadă, dar treptat a început să scrie despre Dumnezeu și religie. Viața la lacul Truckee era foarte dură: barăcile erau mici și murdare și ningea așa de mult încât zile întregi nu se putea ieși în aer liber. Dieta s-a redus curând la piei de bovine, care odată ce erau tăiate în benzi subțiri, erau fierte până se transformau într-o gelatină dezgustătoare, asemănătoare cu lipiciul. Oasele boilor și cailor au fost fierte în mod repetat pentru a face supe, încât au devenit friabile și se sfărâmau. Puțin câte puțin, micuții Murphy au prăjit covorul din baracă și l-au mâncat. După plecarea grupului cu rachetele de zăpadă, o treime din emigranții de lângă lacul Truckee erau copii; doamna Graves se ocupa de opt din ei, iar Levinah Murphy și Eleanor Eddy împreună, se ocupau de nouă copii. Emigranții au prins și mâncat până și șoarecii care se strecurau în cabanele lor. Mulți dintre ei erau slăbiți și își petreceau timpul zăcând în pat. Din când în când cineva reușea să facă călătoria de o zi până la familia Donner și așa au aflat că Jacob Donner și trei dintre angajații lor erau morți. Unul dintre ei, pe patul de moarte, a mărturisit că l-a ucis pe Wolfinger. Mâna rănită a lui George Donner se infectase, ceea ce reducea numărul bărbaților apți de muncă în campamentul Donner, la patru.
Margret Reed reușise să pună deoparte suficientă hrană pentru o oală de supă pentru ziua de Crăciun, spre bucuria copiilor ei, dar la începutul lui ianuarie se găseau din nou în fața prospectivei de a muri de foame și se lua în considerare ideea de a mânca pieile de bovine ce serveau drept acoperiș. Margret, Virginia, Milt Elliot și servitoarea Eliza Williams, au încercat să se aventureze afară, considerând că era mai bine să încerce să găsească ceva de mâncare, decât să stea să se uite cum copiii mor de foame. Au fost plecați patru zile și la întoarcere au găsit baraca nelocuibilă: pieile folosite drept acoperiș fuseseră mâncate și au fost nevoiți să se transfere în baraca familiei Breen; servitorii au mers să locuiască cu celelalte familii. Într-o zi, familia Graves a venit la familia Reed să le ceară ceea ce le datorau și au luat toate pieile de bou ce reprezentau unica sursă de hrană.

## Expedițiile de salvare
În California cea mai mare parte a soldaților (și a bărbaților în putere), erau plecați să lupte în Războiul mexicano-american; în toată regiunea drumurile erau blocate, comunicațiile întrerupte și proviziile indisponibile. Se căutau voluntari pentru a merge în ajutorul expediției Donner; doar trei bărbați au răspuns la apel. Reed a fost blocat în San Jose până în februarie, din cauza unor revolte și a confuziei generale. Și-a petrecut timpul vorbind cu alți pionieri și cunoștințe, precum și cu oamenii din San Jose; aceștia au făcut o petiție la Marina Statelor Unite pentru a-i ajuta pe cei rămași la lacul Donner. Două dintre ziarele locale au relatat că membrii grupului cu rachetele de zăpadă au fost nevoiți să recurgă la canibalism, ceea ce a stârnit simpatie pentru persoanele rămase lângă lacul Truckee. În Yerba Buena, rezidenții, dintre care mulți erau emigranți sosiți de curând în localitate, au făcut o colectă și au adunat 1300 de dolari (30000 de dolari în 2010) și s-au angajat să ridice două tabere de bază, pentru a susține o expediție de salvare.
În 4 februarie, de la Sacramento Valley, a plecat o expediție de salvare din care făcea parte și William Eddy. Ploile și un râu cu apele umflate din cauza ploilor, i-a constrâns să întârzie. Eddy s-a oprit la Bear Valley, în timp ce ceilalți au avansat rapid prin zăpadă și viscol. Înainte să treacă pasul spre lacul Truckee, au depozitat o parte din provizii într-o tabără pregătită pe traseu, pentru a avea hrană la întoarcere. Trei dintre salvatori au abandonat, dar ceilalți șapte și-au continuat drumul.

### Prima expediție de salvare

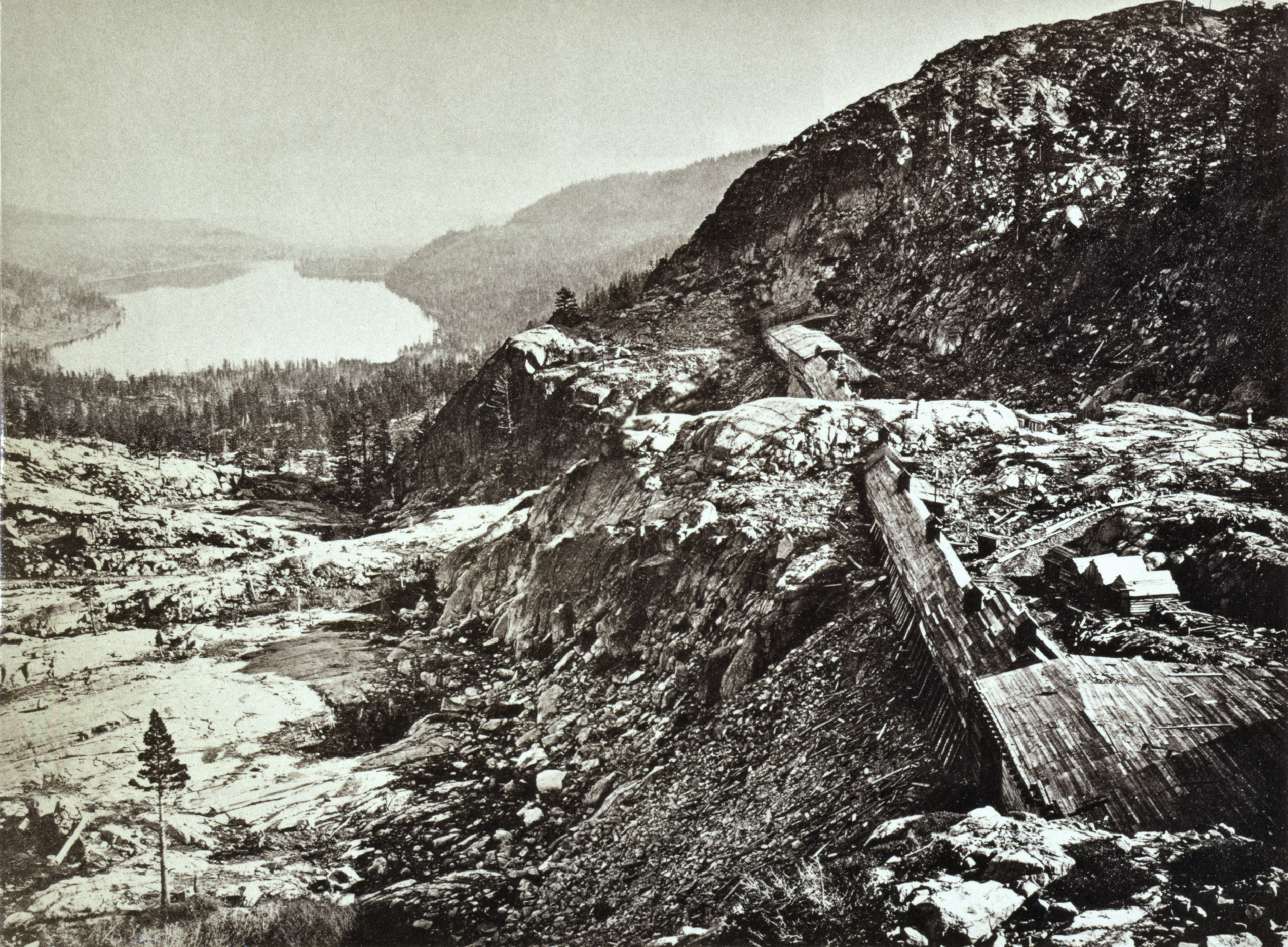
Pasul Donner văzut de lângă lacul Truckee. Fotografie făcută în 1868 în timpul construcției drumului Central Pacific Railroad

În 18 februarie, grupul de șapte oameni a trecut Pasul Frémont; când s-au aflat în vecinătatea locului unde le spusese Eddy că se găseau barăcile, au început să strige. Dintr-o gaură din zăpadă a ieșit doamna Murphy s-a uitat la ei și le-a spus: „Veniți din California, sau din paradis?”. Expediția de salvare le-a distribuit hrană în porții mici, preocupați că mâncând prea mult, emigranții înfometați ar fi murit. Toate barăcile erau îngropate sub zăpadă; pieile folosite drept acoperiș, fiind ude, începuseră să putrezească și mirosul era insuportabil. Treisprezece din membrii grupului de lângă lac muriseră, iar corpurile lor fuseseră îngropate în mod sumar în zăpadă în apropierea acoperișurilor locuințelor. Unii dintre emigranți păreau instabili psihic. Trei dintre membrii echipei de salvare au mers până la grupul Donner și au adus cu ei patru copii sfrijiți și doi adulți. Leeana Donner a avut mari dificultăți pe drumul dintre torentul Adler și lacul Trukee și mai târziu a scris: „durerea și suferința ce am îndurat-o în acea zi este dincolo de orice descriere”. Din cauza cangrenei care se întinsese pe tot brațul, George Donner nu se putea mișca. Dar de la ultima vizită nu mai murise nimeni. Au fost alese douăzeci și trei de persoane pentru a pleca cu expediția de salvare. În tabăra de lângă lac au rămas șaptesprezece persoane, iar lângă torentul Adler treisprezece.
Salvatorii nu au povestit drama grupului plecat cu rachetele de zăpadă, spunându-le doar că nu se întorseseră pentru că rămăseseră pe jumătate congelați. Patty și Tommy Reed în curând au fost prea slăbiți pentru a înfrunta nămeții de zăpadă și nimeni nu avea destulă putere pentru a-i purta în brațe. Margret Reed s-a găsit în situația dureroasă de a-i însoți pe cei doi fii mai mari și de a privi cum cei doi mai mici sunt purtați înapoi la campamentul de lângă lac. L-a pus să jure pe onoarea lui de francmason pe unul din salvatori, Aquilla Glover, că se va întoarce după copii. Patty i-a spus: „mamă, dacă nu ne vom mai vedea, fă ce poți.” Când copiii s-au întors la campament, familia Breen a refuzat să-i primească, dar după ce Glover le-a mai dat hrană, i-au primit fără tragere de inimă. Expediția de salvare a descoperit cu groază că primul depozit cu provizii fusese găsit de animale care mâncaseră tot, ceea ce îi lăsa cu provizii pentru patru zile. După ce se chinuise să treacă pasul, John Denton a intrat în comă și a murit. Ada Keseberg a murit puțin mai târziu, iar mama ei disperată, refuza să abandoneze trupul micuței. După un drum dificil de mai multe zile, salvatorii începeau să se teamă că nu toți copiii vor reuși să supraviețuiască. Șocați, au văzut că unii dintre copii au mâncat franjurii din piele de cerb și șireturile de la cizmele unor membrii din echipa de salvare. În timpul coborârii s-au întâlnit cu a doua echipă de salvare, din care făcea parte și James Reed; auzindu-i vocea, Margret Reed a leșinat în zăpadă de emoție.
Când grupul a ajuns în siguranță la Bear Valley, William Hook, un fiu vitreg a lui Jacob Donner, a intrat într-o magazie de alimente și a mâncat până a murit; ceilalți au ajuns la Sutter's Fort, iar Virginia Reed a scris: „cred cu adevărat că am mers până în paradis”. A fost fericită de faptul că chiar dacă avea doisprezece ani și scăpase de o moarte prin înfometare, unul din tinerii prezenți la fort a cerut-o în căsătorie, dar l-a refuzat.

### A doua expediție de salvare

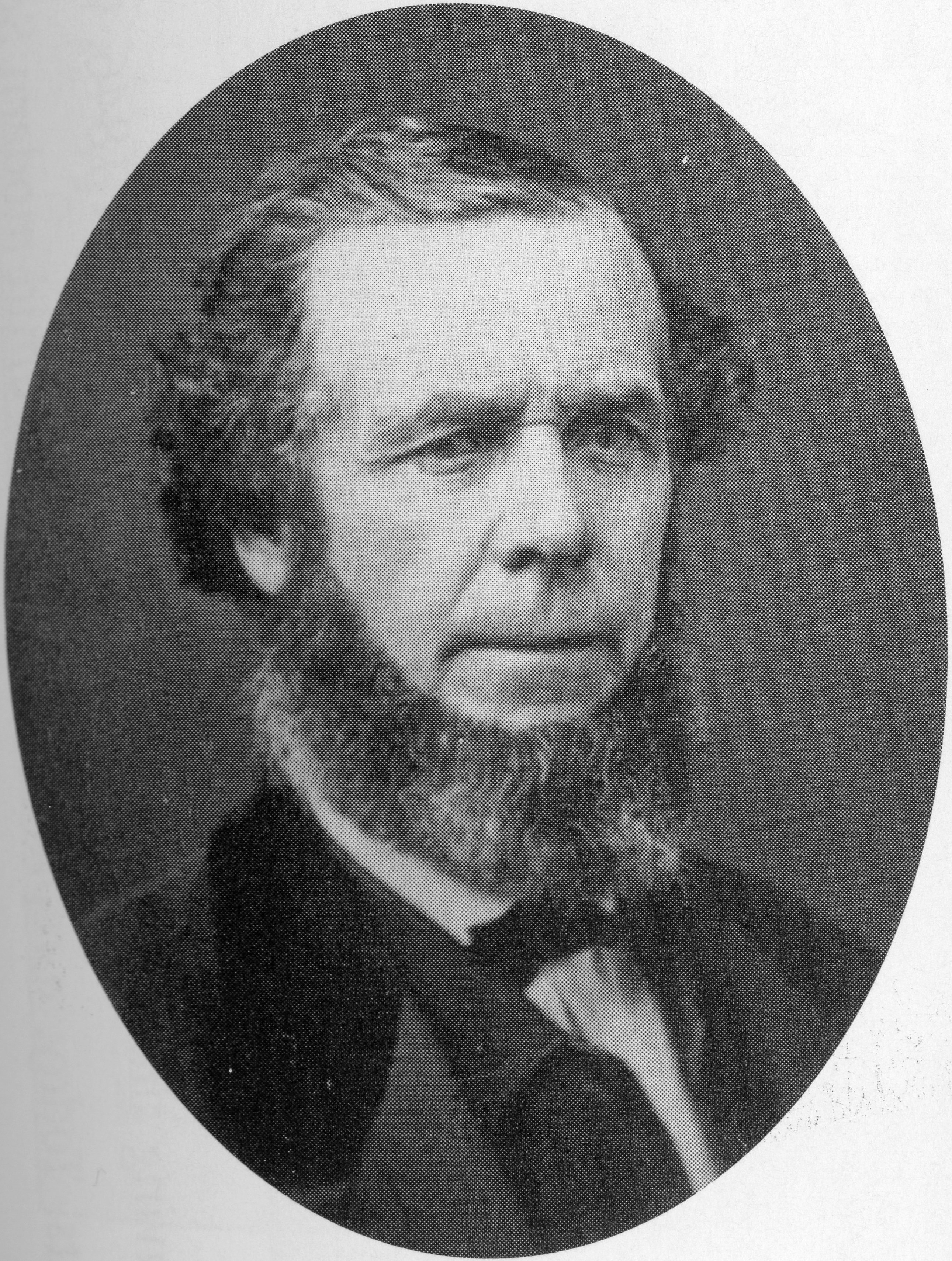
John Stark

A doua expediție de salvare a ajuns la lacul Trukee la 1 martie. Reed s-a reunit cu fiica sa Patty și cu fiul Tommy care era foarte slăbit. În interiorul barăcii familiei Breen, ocupanții se găseau în condiții destul de bune, dar despre condițiile familiei Murphy, mai târziu scriitorul George Stewart relata: „nu se puteau descrie, depășeau limita oricărei descrieri și imaginații”. Levinah Murphy, care avea grijă de fiul său de opt ani și de copiii familiilor Eddy și Foster, își pierduse mințile și era pe jumătate oarbă; copiii erau nespălați și slăbiți. Lewis Keseberg era imobilizat din cauza unei răni la un picior.
Între plecarea primei echipe de salvare și sosirea celei de a doua, nu mai murise nimeni. Patrick Breen le-a povestit că fusese vizitat în ultima săptămână a lunii februarie de doamna Murphy, care îi spusese că familia sa lua în calcul opțiunea de a se hrăni cu corpul lui Eliot Milt; Reed și McCutchen au găsit într-adevăr corpul lui Milt mutilat. Lucrurile nu mergeau mai bine în campamentul de lângă torentul Alder: primii doi salvatori sosiți la fața locului l-au găsit pe Trudeau transportând un picior uman. Când Trudeau i-a văzut pe noii veniți, l-a aruncat într-o groapă în zăpadă, groapă în care se afla corpul lui Jacob Donner, făcut bucăți. Într-un cort, Elizabeth Donner refuzase să mănânce, chiar dacă copiii fuseseră hrăniți cu organele tatălui lor. Salvatorii au descoperit că alte trei corpuri fuseseră consumate. În celălalt cort, Tamsen Donner se simțea destul de bine, dar George Donner era foarte bolnav, deoarece cangrena ajunsese la umăr.
Al doilea grup de salvatori au evacuat șaptesprezece persoane, dintre care doar doi adulți. Familiile Breen și Graves s-au pregătit de plecare. Lângă lacul Truckee au rămas cinci persoane: doamna Murphy cu fiul său, Keseberg și micuții Eddy și Foster. Când a aflat că în curând trebuie să sosească o a treia echipă de salvare, Tamsen a hotărât să rămână cu soțul ei; le-a păstrat cu ea și pe fiicele lor Eliza, Georgia și Frances.
Drumul de întoarcere spre Bear Valley a fost foarte lent; la un moment dat Reed a trimis doi oameni la primul depozit cu provizii, convins fiind că în curând va sosi cea de-a treia echipă de salvare, un mic grup condus de Selim E. Woodworth. După ce au trecut pasul, a izbucnit o furtună violentă; Isaac Donner în vârstă de cinci ani, a murit înghețat. Reed era cât pe ce să moară și el. Mary Donner și-a ars picioarele, deoarece le avea înghețate și a adormit cu ele în foc. Când furtuna s-a oprit, membrii familiilor Graves și Breen care nu mâncaseră de câteva zile, erau prea istoviți și apatici pentru a continua drumul. Expediția de salvare nu a avut de ales și a trebuit să continue fără ei.
Trei dintre membrii expediției de salvare au decis să rămână: unul lângă lacul Truckee, doi la torentul Adler. Totuși când unul dintre aceștia — Nicholas Clark — a plecat să vâneze, ceilalți doi — Charles Caddy și Charles Stone — au decis să se întoarcă în California. Tamsen Donner le-a plătit cinci sute de dolari (după textul lui Stewart), pentru a le purta pe trei dintre fiicele sale cu ei, în California. Dar cei doi au dus fetițele până lângă lacul Truckee și le-au abandonat acolo. Astfel după câteva zile au reușit să-l ajungă din urmă pe Reed. Câteva zile mai târziu Clark și Trudeau s-au hotărât să plece împreună; când le-au descoperit pe fetițe lângă lacul Truckee, s-au întors la tabăra de la torentul Adler, pentru a o informa pe Tamsen de cele întâmplate. William Foster și William Eddy, amândoi supraviețuitori ai grupului plecat cu rachetele de zăpadă, au plecat de la Bear Valley în calea lui Reed; cu ei se afla un bărbat, John Stark. După o zi de drum l-au găsit pe Reed împreună cu copiii săi, degerați, dar vii. Cu bani și rugăminți, Foster și Eddy au convins patru dintre membrii expediției de salvare să se întoarcă cu ei la lacul Truckee. La jumătatea drumului au găsit resturile mutilate și devorate ale doamnei Graves și a doi dintre copiii săi și pe Elizabeth Graves, de un an, plângând lângă trupul mamei sale. Unsprezece supraviețuitori s-au adunat în jurul focului, care din cauza căldurii se scufunda în zăpadă. Expediția de salvare s-a împărțit, iar Eddy, Foster și alți doi membrii s-au întors la lac. Doi dintre salvatori, crezând că se vor salva doar cei mai puternici, au luat câte un copil în brațe și au plecat. Stark a refuzat să-i abandoneze pe cei rămași: a luat doi copii în spate și proviziile și  i-a ajutat pe cei nouă membrii rămași ai familiilor Breen și Graves, să ajungă la Bear Valley.

### A treia expediție de salvare

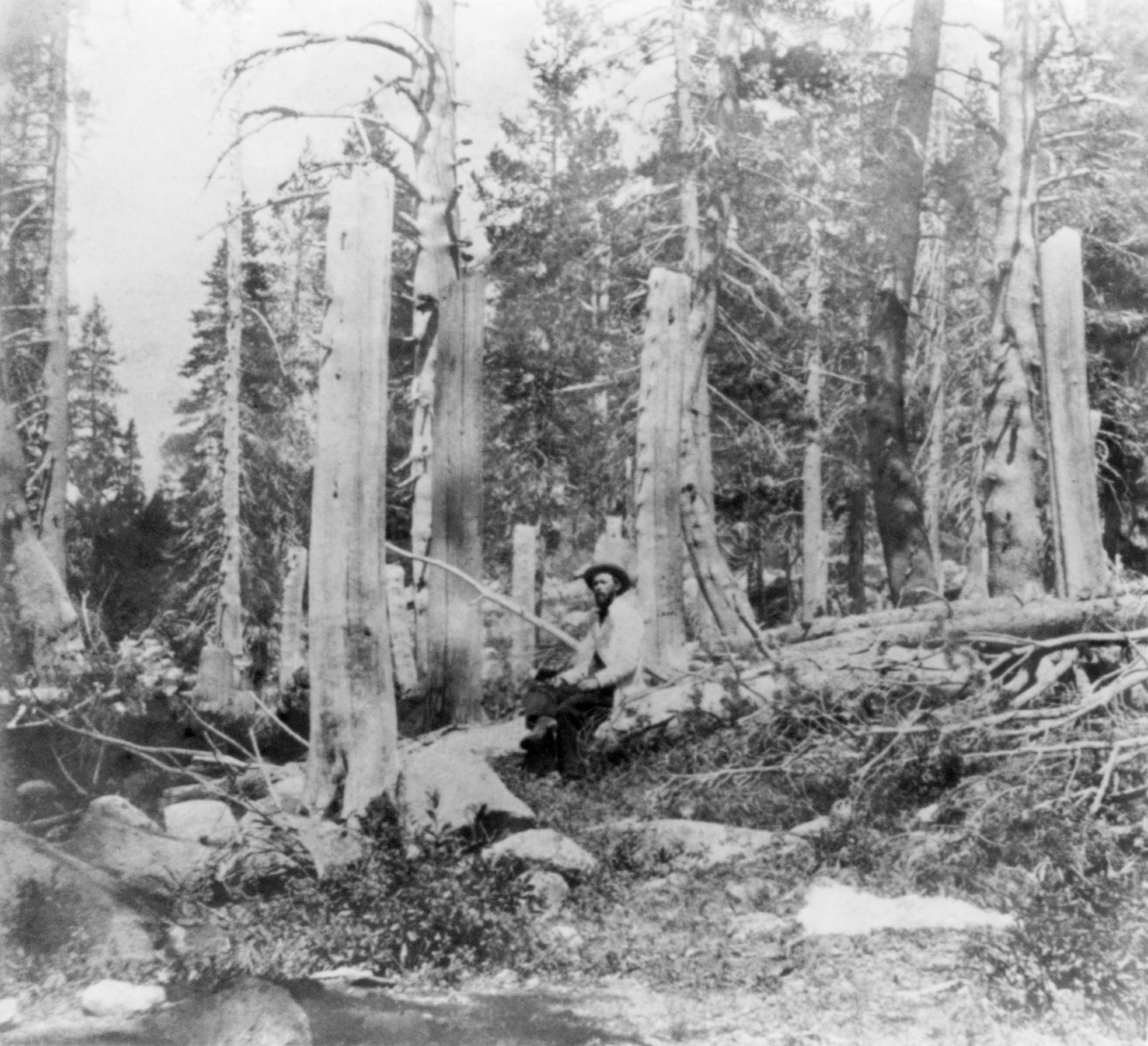
Trunchiuri de copaci tăiați de către membrii Expediției Donner lângă torentul Adler - fotografie din 1866. Înălțimea trunchiurilor arată nivelul la care a ajuns zăpada.

Foster și Eddy au reușit să ajungă lângă lacul Truckee la 14 martie și au descoperit că copiii lor erau morți. Keseberg i-a mărturisit lui Eddy că se hrănise cu resturile copilului său mort, iar Eddy i-a jurat că dacă îl va întâlni în viitor, îl va ucide. La tabăra de lângă torentul Adler, George Donner și una dintre fiicele lui Jacob Donner trăiau încă, iar Tamsen Donner a ales să rămână cu soțul său chiar și după ce a fost avizată că nu vor sosi în curând alte ajutoare. Foster și Eddy au plecat cu patru copii, Trudeau și Clark.
Au fost pregătite alte două expediții de evacuare a adulților rămași în viață, dar amândouă s-au întors înainte de a ajunge la Bear Valley și nu s-a mai făcut o altă tentativă.
La 10 aprilie, la aproape o lună după ce a treia expediție părăsise lacul Truckee, alcalde-ul de pe lângă Sutter's Fort a organizat o expediție de recuperare a bunurilor familiei Donner. Ceea ce găseau urma să fie vândut, iar banii urmau să fie donați orfanilor familiei Donner. Expediția a găsit corturile de la torentul Adler goale, cu excepția corpului lui George Donner, mort de câteva zile. La întoarcere, lângă lacul Truckee, l-au găsit pe Keseberg care le-a povestit că doamna Murphy murise la o săptămână după plecarea celei de-a treia expediții de salvare. De asemenea a povestit că cu câteva săptămâni mai târziu sosise la baraca lui Tamsen Donner, udă și tulburată, hotărâtă să treacă pasul. Keseberg a povestit că o învelise într-o pătură și o sfătuise să aștepte dimineața pentru a pleca. Membrii expediției au pus la îndoială spusele lui Keseberg, iar în interiorul barăcii au găsit o oală plină cu carne umană, pistoalele lui George Donner, bijuterii și 250 de dolari de aur. Amenințat cu linșajul, Keseberg a mărturisit că a ascuns, sfătuit de Tamsen, 273 de dolari pentru a-i da mai târziu copiilor Donner. În 29 aprilie 1847, Keseberg a fost ultimul membru al expediției Donner care a ajuns la Sutter's Fort.

### Reacții
Știrile despre soarta expediției Donner au fost difuzate de un bătrân ziarist, Samuel Brannan, membru al Bisericii mormone, care întâlnise expediția de recuperare în timp ce se întorcea cu Keseberg. La New York, poveștile despre teribila aventură a expediției Donner au ajuns în iulie 1847. În Statele Unite, povestirile au fost influențate mult de entuziasmul național pentru migrarea spre vest. În unele ziare, informațiile despre expediție au fost succinte, în pofida tendinței din acea perioadă de a evidenția poveștile senzaționale. Multe ziare i-au descris pe protagoniști ca pe niște eroi, iar California ca un paradis demn de sacrificii enorme. În anii care au urmat, migrarea spre vest s-a diminuat, dar a fost mai mult o consecință a războiului mexicano-american, care era în plină desfășurare și nu o consecință a experienței membrilor expediției Donner. Se estimează că în 1846 au emigrat în California 1500 de persoane, în 1847 au emigrat 450, iar anul următor 400. Dar goana după aur a provocat o creștere netă a fenomenului și în 1848 numărul emigranților plecați spre vest s-a ridicat la 25000. Cea mai mare parte a urmat traseul de-a lungul râului Carson, dar unii forty-niners au urmat traseul expediției Donner, difuzând mai târziu descrieri ale locurilor. Unele locuri ale expediției au devenit atât de faimoase încât au primit numele de „lacul Donner”, „pasul Donner” și „vârful Donner”.
La sfârșitul lui iunie 1847, membrii batalionului mormon au îngropat resturile trupurilor și au ars parțial două dintre barăci. Cei care s-au aventurat pe trecătoare în anii succesivi, au găsit oase, diverse obiecte și cabana folosită de familiile Graves și Reed. În 1891 a fost găsită o sumă de bani îngropată în vecinătatea lacului, bani îngropați probabil de doamna Graves cu intenția de a-i recupera mai târziu. Landsfort Hastings a primit amenințări cu moartea. Un emigrant care făcuse traseul înaintea expediției Donner, a vorbit cu Hastings despre dificultățile întâmpinate și a referit apoi despre Hastings: „normal, nu a putut spune decât că îi pare rău și că intențiile sale erau bune”.

### Supraviețuitori

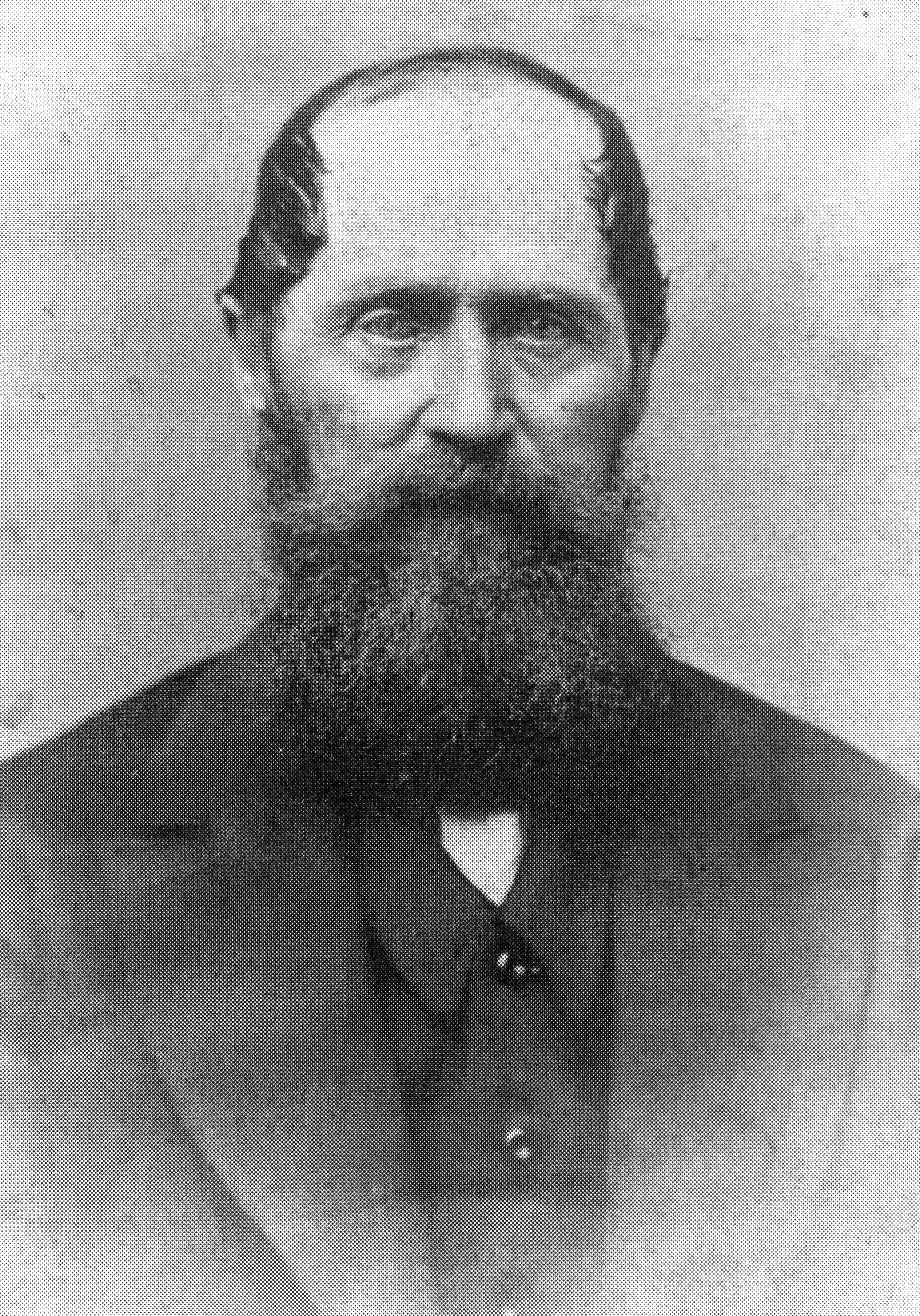
Lewis Keseberg

Din cele 87 de persoane care s-au aventurat pe munții Wasatch, au supraviețuit doar 48. Doar familiile Reed și Breen au rămas întregi. Fiii lui Jacob Donner, George Donner și Franklin Graves au rămas orfani. William Eddy și-a pierdut toată familia și a rămas singur, iar cea mai mare parte a membrilor familiei Murphy au murit. În California au ajuns doar trei catâri, restul animalelor au murit. Cea mai mare a bunurilor membrilor expediției s-au pierdut. Unele dintre femeile rămase văduve s-au căsătorit în următoarele luni; în acea epocă femeile erau puține în California. Familia Reed s-a stabilit la San Jose, iar doi dintre copiii Donner au rămas să trăiască cu ei. Reed a avut noroc în perioada goanei după aur și s-a îmbogățit. Virginia, sub supravegherea tatălui său, a scris o lungă scrisoare unei verișoare din Illinois, despre „problemele noastre ajungând în California” În iunie 1847 ziaristul Edwin Bryant a găsit scrisoarea și a publicat-o, după câteva modificări editoriale, în Illinois Journal, la 16 decembrie 1847. Virginia s-a convertit la catolicism, pentru a se ține de o promisiune pe care și-o făcuse pe când îl observa pe Patrik Breen rugându-se în baraca sa. Membrii familiei Murphy care au supraviețuit, s-au transferat la Marysville în California. Familia Breen a plecat în San Juan Bautista unde au deschis un han și unde au devenit protagoniștii anonimi ai unei povestiri, care vorbea despre disconfortul unui scriitor când a descoperit că fusese găzduit de presupuși canibali, publicată în Harper's Magazine în 1862. Mulți dintre supraviețuitori au fost nevoiți să înfrunte reacții de acest tip. Fiicele lui Tamsen și George Donner au fost primite de o doamnă în vârstă care locuia la Sutter's Fort; cea mai tânără, Eliza, care în iarna 1846-1847 avea trei ani, a publicat în 1911 o povestire bazată pe amintirile surorilor sale și pe alte scrieri precedente. Fiica cea mai mică a familiei Breen, care avea un an în timpul expediției, a fost ultima supraviețuitoare dintre membrii grupului și a murit în 1935.
Fiii familiei Graves au avut vieți particulare: Mary Graves s-a căsătorit tânără, dar soțul său a murit asasinat; femeia a gătit pentru ucigașul soțului ei ca să fie sigură că acesta nu va muri de foame înainte de a fi spânzurat. Un nepot al său a descris-o ca o persoană foarte serioasă: „aș vrea să pot plânge, dar nu pot. Dacă aș reuși să uit tragedia, poate aș putea să înțeleg cum să plâng din nou.” Fratele său, William, s-a transferat de mai multe ori, fără să se stabilească într-un loc pentru o perioadă semnificativă de timp. Nancy Graves, care în iarna 1846–1847 avea nouă ani, chiar și atunci când era contactată de istorici care doreau o poveste exactă a faptelor, refuza să recunoască că a fost implicată; se spune că nu a reușit să-și revină niciodată după implicarea ei în canibalizarea mamei și fratelui său.
Eddy s-a recăsătorit și s-a stabilit în California; a încercat să se țină de promisiunea de a-l ucide pe Keseberg, dar a fost convins de James Reed și Edwin Bryant să renunțe. Anul următor a povestit experiența sa lui J. Quinn Thornton, care folosind și amintirile lui Reed, a scris prima documentație exactă a faptelor. Eddy a murit în 1859.
Keseberg a dat în judecată diverși membrii ai expediției de recuperare, care îl acuzaseră de moartea lui Tamsen Donner. Tribunalul i-a dat dreptate, dar a fost recompensat cu doar un dolar și a trebuit să plătească cheltuielile de judecată. O cronică din 1847, apărută în California Star, a descris cum Keseberg era cât pe ce să fie linșat de către membrii expediției de recuperare și a descris comportamentul său drept monstruos scriind că a preferat să se hrănească cu carne umană decât să se hrănească cu corpurile vitelor și cailor care răsăreau din zăpada care se topea. Charles McGlashan, un istoric, a adunat mult material pentru a-l acuza pe Keseberg de uciderea lui Tamsen Donner, dar după intervievarea lui Keseberg, s-a convins că nu a avut loc nici o crimă. Nici Eliza Donner Houghton nu-l credea vinovat pe Keseberg. Îmbătrânind, Keseberg a dus o viață foarte retrasă, fiind considerat un fel de paria și primind des amenințări. I-a spus lui McGlashan: „Deseori cred că Atotputernicul m-a ales, dintre toți oamenii de pe fața pământului, pentru a vedea câte greutăți, câtă suferință și câtă nefericire poate îndura o ființă umană!”

## Moștenire

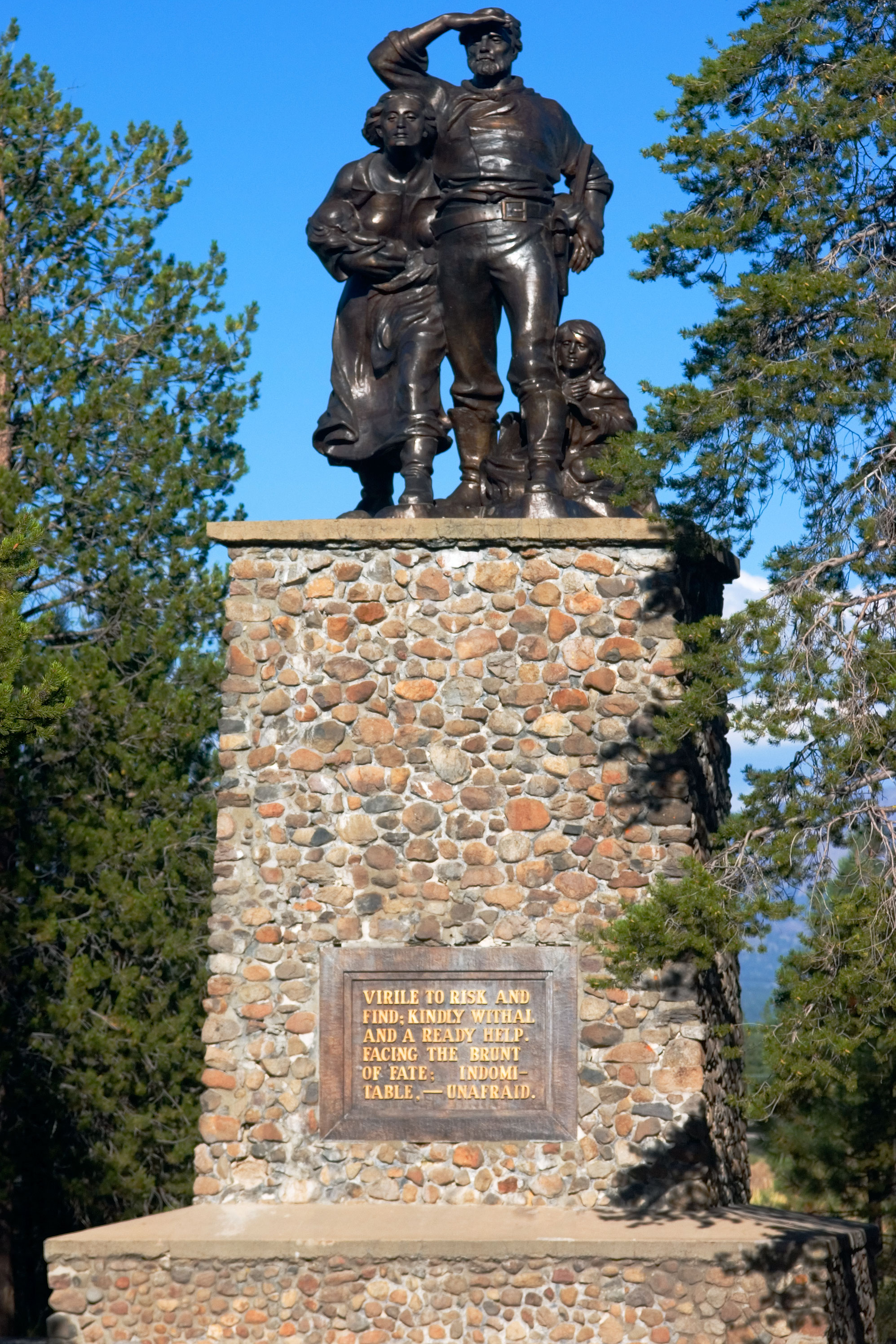
Statuie ce se află la Donner Memorial State Park. Înălțimea piedestalului, de 6,7 m, indică cât de înaltă a fost zăpada în iarna 1846-1847

Dincolo de dramatismul faptelor, episodul expediției Donner nu a avut un impact la nivel istoric; dar datorită faptului că în Oregon și California au emigrat sute de mii de persoane, a servit ca bază pentru numeroase lucrări de istorie, ficțiune, teatru și film. După Stewart, atenția acordată expediției a fost posibilă datorită credibilității povestirilor și deoarece chiar dacă „canibalismul poate fi considerat un episod minor, în imaginația populară expediția este cunoscută în principal datorită acestui fapt, pentru că se tratează de un tabu care atrage cu aceeași forță cu care este găsit respingător.” Faptul de atractivitate cel mai semnificativ în conformitate cu Johnson, care a scris în 1996, este că protagoniștii erau familii și persoane comune, iar evenimentele sunt de o ironie îngrozitoare deoarece plecați cu speranța unei vieți mai bune și mai prospere, s-au confruntat cu foame, disperare și moarte.
Locul în care se găseau barăcile a devenit atracție turistică încă din 1854. În deceniul 1880-1890 Charles McGlashan a promovat ideea ridicării unui monument, pentru a marca locul unde s-a desfășurat drama expediției Donner. A contribuit la cumpărarea terenului necesar și în 1918 pe locul unde se presupune că se găsea baraca familiilor Breen-Keseberg a fost înălțată o statuie ce reprezintă un grup de pionieri în onoarea membrilor expediției Donner. Statuia a fost declarată monument de interes istoric în 1934.
În 1927, statul California a creat Donner Memorial State Park: la început erau 11 acri de teren în jurul statuii, dar după douăzeci de ani a fost cumpărat și terenul pe care se afla baraca familiei Murphy. Monumentul și baraca Murphy au fost declarate National Historic Landmark în 1963. Pe o piatră mare, care fusese o parte a șemineului familiei Murphy, a fost pusă o placă de bronz cu numele membrilor expediției, indicând cine a supraviețuit și cine nu.
Statul California explică atenția dată site-ului datorită faptului că a fost „un episod tragic și izolat al istoriei americane, ceea ce l-a transformat într-o mare epică populară”. Date din 2003 arată că parcul are 200000 de vizitatori pe an.

### Analiza ratei de mortalitate
Chiar dacă majoritatea istoricilor vorbesc despre un total de 87 de membri ai expediției, Stephen McCurdy în Western Journal of Medicine îi include și pe Sarah Keyes, Luis și Salvador, pentru un total de 90 de membri. Cinci persoane au murit înainte ca expediția să ajungă la lacul Truckee: una de tuberculoză (Halloran), trei de moarte violentă (Snyder, Wolfinger și Pike) și una abandonată (Hardkoop). Alte 34 au murit între decembrie 1846 și aprilie 1847: 25 de bărbați și nouă femei.
Istoricii și experții au studiat numărul și distribuția celor morți pentru a determina ce factori au favorizat supraviețuirea unora în condiții de extremă privare alimentară. Din cei 15 membrii ai grupului plecat cu rachetele de zăpadă, din 10 bărbați au murit 8 (Stanton, Dolan, Graves, Murphy, Antonio, Fosdick, Luis și Salvador), dar toate cele cinci femei au supraviețuit.
Decesele de la lacul Truckee, torentul Alder și în grupul cu rachetele de zăpadă au fost cauzate probabil de o combinație de malnutriție extinsă, surmenaj și expunere la frig. Unii membri, ca George Donner, au devenit mult mai predispuși la infecții din cauza foamei, dar cei trei factori cei mai semnificativi pentru a decide supraviețuirea au fost vârsta, sexul și dimensiunea nucleului familiar din care făcea parte subiectul. Supraviețuitorii aveau în general șapte ani și jumătate mai puțin decât cei care au murit; copiii între șase și paisprezece ani au avut o rată de supraviețuire mult mai mare față de sugari și copiii sub șase ani, care au murit în proporție de 62,5%, sau adulții care aveau peste 35 de ani; nu a supraviețuit nici un adult ce avea peste 49 de ani.
Rata de mortalitate la bărbații între 20 și 39 de ani a fost extrem de mare, au murit mai mult de 66%; bărbații metabolizează proteinele mult mai repede, în timp ce femeile nu au nevoie de un aport caloric la fel de mare. Femeile acumulează mai multă grăsime, ceea ce încetinește declinul fizic cauzat de malnutriție și prea multă oboseală. De asemenea în acea epocă bărbații făceau munci mult mai grele și periculoase și, în această particulară circumstanță, bărbații au fost nevoiți să croiască drum caravanei tăind copaci și înlăturând bolovani, ceea ce i-a slăbit din punct de vedere fizic. Cei care călătoreau împreună cu familia, au avut o rată de supraviețuire mai mare decât bărbații singuri, poate pentru că membri unei familii împart mai ușor mâncarea între ei.